# Cham Albaneses
Os Cham Albaneses, Albaneses Cham ou simplesmente Chams (em albanês:  Çamë; em grego:  Τσάμηδες, Tsámidhes), são um subgrupo de albaneses que originalmente residiam na parte ocidental da região de Épiro, no sudoeste da Albânia e no noroeste da Grécia, uma área conhecida entre os albaneses como Chameria. Os Chams têm uma identidade cultural própria dentro dos subgrupos albaneses. Vários Chams contribuíram para a identidade nacional albanesa e desempenharam um papel importante no início do renascimento da cultura albanesa no século XIX. Os Chams falam seu próprio dialeto da língua albanesa, o dialeto albanês Cham, que é um dialeto albanês do sul de Tosk e um dos dois mais conservadores; o outro é Arvanítica.
Durante o final da década de 1930, Chams sofreram intimidação e perseguição sob a ditadura do General Metaxás.  Após a ocupação italiana da Albânia em 1939, os Chams tornaram-se uma ferramenta de propaganda proeminente para os italianos e elementos irredentistas entre eles tornaram-se mais vocais. Como resultado, às vésperas da Guerra Greco-Italiana, as autoridades gregas deportaram a população masculina adulta Cham para campos de internamento. Após a ocupação da Grécia, grande parte da população muçulmana Cham colaborou com as forças italianas e alemãs.     Isto alimentou o ressentimento entre a população grega local e, no rescaldo da Segunda Guerra Mundial, toda a população muçulmana Cham teve de fugir para a Albânia. A maioria dos Chams estabeleceu-se na Albânia, enquanto outros formaram comunidades de emigrados na Turquia e nos Estados Unidos, e hoje os seus descendentes continuam a viver nestes países. Desde a queda do comunismo na Albânia, os Chams na Albânia têm feito campanha pelo direito de regresso à Grécia e pela restauração das propriedades confiscadas. De acordo com Laurie Hart, as restantes comunidades ortodoxas Cham no Épiro são hoje assimiladas e identificam-se inteiramente com a nação grega.  Por outro lado, Bugajski inclui os ortodoxos entre os albaneses Cham.  Na Albânia, o dialeto Cham e outras tradições foram preservados, enquanto na Grécia os direitos linguísticos e a herança ortodoxa Cham foram suprimidos no espaço público e sujeitos a políticas de assimilação. Como tal, o uso do albanês foi relegado ao espaço privado dentro do agregado familiar. 

## Nome

### Etimologia e definição
O nome Cham, juntamente com o da região, Chameria, vem de um extinto eslavo local * čamŭ, ele próprio do hidrônimo grego local Thyamis (Θύαμις em grego, Kalamas em albanês). Çabej trata Cham como uma continuação direta de Thyamis.   Uma etimologia popular atribui o nome ao turco cami (grego: tzami), literalmente, "frequentador de mesquita", que presumivelmente foi usado pelos cristãos ortodoxos para designar os descendentes de convertidos muçulmanos. No entanto, isto é improvável, uma vez que o sentido etnográfico e dialetal mais amplo da palavra abrange toda a população de língua albanesa das unidades regionais de Thesprotia e Preveza do Épiro grego, tanto as populações muçulmanas como cristãs. 
Chams representa a maior parte da antiga minoria albanesa substancial na área mais ampla da região do Épiro; fora da Chameria propriamente dita, existem apenas duas aldeias de língua albanesa mais a nordeste (perto de Konitsa na unidade regional de Ioannina), cujos habitantes pertencem a um subgrupo albanês diferente, o dos Labs.  Hoje, no contexto grego, o uso do termo tornou-se amplamente associado à antiga minoria muçulmana. 

### Denominações étnicas
Os albaneses Cham são conhecidos principalmente pela forma albanesa do nome Chams (Çam ou Çamë) e pelo nome grego Tsamides (Τσάμηδες). Pode ser encontrado em fontes inglesas também como uma forma híbrida de ambos os nomes, Tsams.  Antes de 1944, fontes gregas frequentemente se referiam a Chams como Albanofones (Grego: Αλβανόφωνοι)   ou simplesmente Albaneses do Épiro. 
Na Grécia, os Chams muçulmanos foram referidos por vários nomes por diferentes autores. Eles eram chamados de Albanochams (Αλβανοτσάμηδες, Alvanotsamides),  e Turkalbaneses (Τουρκαλβανοί, Tourkalvanoi)  ou Turkochams (Τουρκοτσάμηδες, Tourkotsamides).  A partir de meados do século XIX, no entanto, o termo turco e a partir do final do século XIX, termos derivados como Turkalvanoi têm sido usados como termo, frase e/ou expressão pejorativa para populações muçulmanas albanesas por povos não-muçulmanos dos Balcãs.       Entre a população mais ampla de língua grega até o período entre guerras, o termo Arvanitis (plural: Arvanites) era usado para descrever um falante de albanês, independentemente de suas afiliações religiosas.  Hoje, no Épiro, o termo Arvanitis ainda é usado para designar um falante de albanês, independentemente de sua cidadania e religião. 
Ao mesmo tempo, a população de língua albanesa em Thesprotia, que muito raramente é caracterizada como Chams Cristãos,  é frequentemente referida pelos gregos como arvanitas (Αρβανίτες),  que se refere principalmente aos gregos albanófonos do sul da Grécia, mas é comumente usado para todos os cidadãos gregos de língua albanesa. A população grega local também os chama de Graeco-Chams (Ελληνοτσάμηδες, Elinotsamides),  enquanto os albaneses muçulmanos às vezes os designam como Kaur, que significa "infiel" e se refere à sua religião.  Este termo foi usado pelos albaneses muçulmanos para designar os não-muçulmanos durante o Império Otomano.  O termo shqiptar ("aquele que fala claramente"), o endônimo étnico albanês que passou a prevalecer após o século 18, também estava sendo usado por cristãos de língua albanesa na região, mas hoje é usado principalmente como um meio de diferenciar-se de outros grupos da região (gregos, valáquios). Os falantes de grego usam o termo "skipetaros" (shqiptar) para se referir pejorativamente aos falantes ortodoxos de albanês em Thesprotia.  
Alguns Arromenos que vivem na região também usam uma denominação regional Tsamuréńi para si próprios, derivada das palavras Chameria e Cham. 
Chams na Turquia são conhecidos pelo nome de Arnautas (Arnavutlar), que se aplica a todos os albaneses étnicos na Turquia. 

## Distribuição
As comunidades Cham existem agora principalmente na Albânia, nos Estados Unidos e na Turquia, como resultado da sua expulsão da sua terra natal, Chameria, na Grécia, após a Segunda Guerra Mundial. Uma minoria ainda vive nesta região. 

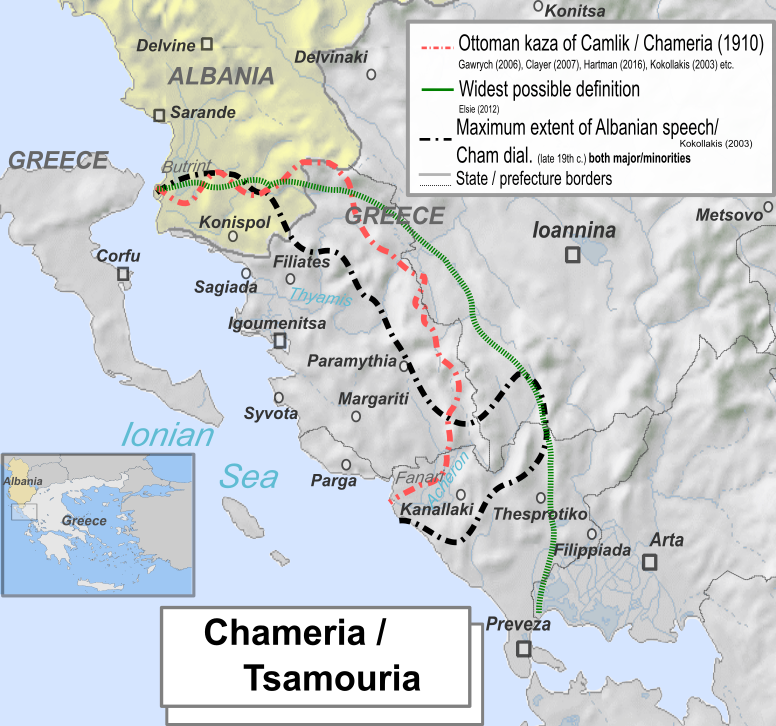
Chameria de acordo com vários pontos de vista. Esquema geográfico aproximado de Chameria segundo R. Elsiein green.

### Chameria
Chameria é o nome aplicado pelos albaneses à região anteriormente habitada pelos Chams, ao longo da costa jônica de Konispol ao norte até o vale de Acheron ao sul. Esta área corresponde a algumas aldeias na parte sul do distrito de Sarandë na Albânia (os municípios de Konispol, Xarrë e Markat)  e às unidades regionais de Thesprotia e Preveza na Grécia.   Esta área faz parte da região maior do Épiro.
Grande parte da região é montanhosa. As terras agrícolas do vale estão localizadas nas partes central, sul e oeste de Thesprotia, enquanto o terreno da unidade regional de Preveza é principalmente acidentado. Existem dois rios na região: o Thyamis e o Acheron.
Os principais assentamentos em que Chams residia originalmente eram: Paramythia,  Filiates,  Igoumenitsa,  Parapotamos,  Syvota,  Sagiada,  Perdika,  e Margariti.  Preveza e Ioannina também tinham comunidades Cham albanesas significativas.  Os Chams ortodoxos residiam originalmente em Fanari,  Louros  e Thesprotiko. 
O enclave de Chameria, de língua albanesa, no início do século XX, localizava-se ao longo da costa jónica e, para além de Konispol, a sua parte mais a norte, incluía a parte ocidental da província de Thesprotia e a parte norte de Preveza.  Em termos da administração grega moderna, o enclave albanês incluía as províncias de Thyamis e Margariti e as aldeias mais ocidentais das províncias de Paramythia e Filiates. Na prefeitura de Preveza, incluía as regiões do norte, como a planície de Fanari, os arredores de Parga e aldeias do vale superior do Acheron, com dois assentamentos desta última região localizados na prefeitura de Ioannina. 

### Albânia

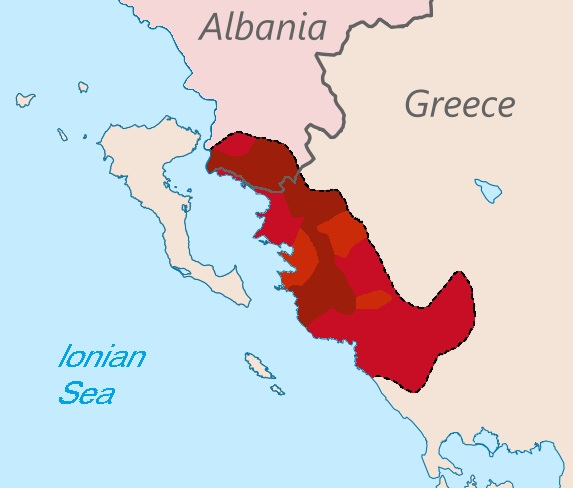
Extensão máxima do dialeto albanês Cham: século 19 até 1912/1913 (linha hachurada), de acordo com Kokolakis. M. População (independentemente da origem linguística) apresentada por religião: maioria muçulmana (castanho), maioria ortodoxa (rosa), mista (castanho claro). As áreas coloridas não significam que os falantes de albanês formassem a maioria da população.

Após a expulsão dos muçulmanos Chams da Grécia, eles se espalharam por toda a Albânia. A maioria dos Chams muçulmanos estabeleceram-se nos arredores de Vlorë, Durrës e Tirana. Várias centenas de Chams mudaram-se para propriedades ao longo da costa de Himara e para aldeias existentes ao longo da costa, como Borshi, ou estabeleceram aldeias inteiramente novas, como Vrina, perto da fronteira grega. 

### Diáspora
Alguns Chams vivem na Turquia e nos Estados Unidos. O número de Chams na diáspora foi estimado por Miranda Vickers em 2007 em 400.000.  A primeira vaga desta diáspora partiu para a Turquia durante o intercâmbio populacional greco-turco de 1923. Eles povoaram as áreas de Erenköy e Kartal em Istambul,  bem como várias cidades na área de Bursa, especialmente Mudanya.  Após a Segunda Guerra Mundial, outros se estabeleceram em Izmir, Gemlik e Aydın.  Depois de 1944, outra parte migrou para os Estados Unidos,  onde se concentraram principalmente em Chicago, bem como em Boston e na cidade de Nova Iorque. 

## História
| Linha do tempo da história dos Albaneses Cham | Linha do tempo da história dos Albaneses Cham |
| Cronologia                                    | Eventos |
| --------------------------------------------- | --- |
| 1210                                          | Albaneses mencionados em fontes ocidentais, em frente a Corfu. |
| 1358                                          | O Despotado de Arta é estabelecido por Peter Losha, um chefe albanês. |
| 1380                                          | John Zenevisi forma o Principado de Gjirokastër, que incorpora a parte norte da região de Chameria. |
| 1414                                          | A região está sob controle otomano e veneziano. |
| Século XVI                                    | O processo de islamização começa entre os albaneses, mas inicialmente avança pouco. |
| 1622                                          | Um grupo de origem albanesa, os Souliotes, forma uma confederação nas montanhas de Souli, resistindo às tropas otomanas. |
| Séculos XVIII e XIX                           | Ocorre uma islamização generalizada da população e a maioria dos albaneses torna-se muçulmana no final do século XIX. |
| 1792–1803                                     | Ali Paxá, que incorporou todo o Épiro em seu pashalik, declara guerra aos Souliotes. Os Souliotes conseguem resistir por nove anos, mas acabam sendo derrotados e expulsos de Souli. Os sobreviventes da população são evacuados para as ilhas Jónicas.                                                                                              |
| 1821–1829                                     | A Guerra da Independência Grega. O General Revolucionário do Exército Grego, Markos Botsaris, recebeu ordens do governo provisório grego para convencer os Chams muçulmanos a se juntarem à causa grega, mas sem sucesso. |
| 1827                                          | O ex-bispo da Paramítia, Grigorios, traduz o Novo Testamento para o albanês, pois seu rebanho não conseguia entender bem o grego do século I do Novo Testamento. |
| 1878                                          | O Despertar Nacional Albanês começa. Um movimento separatista albanês, a Liga de Prizren, é estabelecido e nomeia Abedin Dino como líder da filial local em Chameria. |
| 1879                                          | Padre Stathi Melani abre a primeira escola de língua albanesa da região em Sagiada. |
| 1912–1913                                     | As guerras dos Bálcãs. Épiro é anexado pela Grécia. A Albânia declara a sua independência do Império Otomano, pedindo soberania sobre toda a região do Épiro. Seis delegados Cham de Chameria e Ioannina assinam a declaração. O Tratado de Londres dá a maior parte de Chameria ao Reino da Grécia, com apenas algumas aldeias indo para a Albânia. |
| 1922                                          | Durante o intercâmbio populacional greco-turco, alguns milhares de albaneses Cham deixaram Chameria. 16.000 refugiados gregos foram instalados na região até 1926, quando mais tarde foram transferidos para outras partes da Grécia. |
| 1926                                          | Os albaneses são oficialmente reconhecidos como uma minoria e recebem a promessa de compensação pelas suas terras e pelas escolas de língua albanesa. |
| 1927                                          | O novo governo grego aprova uma lei que priva as minorias, incluindo Chams, da cidadania, rescindindo as concessões anteriores. |
| 1928                                          | Mais de 100 nomes de aldeias foram alterados para grego nas prefeituras de Thesprotia, Preveza e Ioannina. |
| 1935                                          | A Albânia e a Grécia assinam um acordo que permitiria a criação de escolas de língua albanesa para os Chams. Este acordo também foi anulado quando um regime ditatorial assumiu o poder na Grécia. |
| 1936                                          | O estado grego cria uma nova prefeitura chamada Thesprotia, a partir de partes das prefeituras de Ioannina e Preveza, para exercer melhor controle sobre a minoria muçulmana Cham. |
| 1939                                          | Após a anexação italiana da Albânia em Março, os recrutas albaneses do exército grego são desarmados e colocados em trabalhos de construção, enquanto outros são enviados para o exílio interno nas Ilhas Egeias. |
| 1940                                          | A Itália invade a Grécia, mas é repelida. Em abril de 1941, o Exército Alemão conquista a Grécia. |
| 1941–1944                                     | A ocupação do Eixo na Grécia. A maioria das elites muçulmanas Cham colaborou activamente com as forças de ocupação. Uma pequena parte juntou-se à Resistência tanto na Albânia como na Grécia (a partir de Maio de 1944) no final da guerra, sem contribuição significativa.                                                                         |
| 1944–1945                                     | Após a retirada das forças alemãs, a maioria dos Chams muçulmanos fugiu ou foi expulsa para a Albânia pelas forças da Liga Grega Nacional Republicana de direita. |
| 1946                                          | Os Chams estão organizados como refugiados na Albânia e solicitam, sem sucesso, o regresso à sua terra natal. |
| 1952                                          | A Grécia confisca propriedades Cham e anula a sua cidadania. O governo comunista na Albânia concede-lhes a cidadania albanesa obrigatória. |
| 1991                                          | É criada a Associação Política Nacional "Çamëria", um grupo de pressão que defende o regresso dos Chams à Grécia. |
| 1994                                          | A Albânia aprova uma lei que declara 27 de junho o "Dia do Genocídio Chauvinista Grego contra os Albaneses de Chameria". |
| 1999                                          | A Albânia e a Grécia concordam em criar uma comissão bilateral, concentrando-se apenas na questão da propriedade como um problema técnico. Ainda não funcionou. |
| 2004                                          | Chams cria o Partido pela Justiça e Integração para representar os seus interesses na política albanesa. |
| 2011                                          | Chams cria o Partido pela Justiça, Integração e Unidade, à medida que dois partidos políticos Cham foram fundidos. |

### Era medieval (até 1434)
A primeira menção indiscutível dos albaneses como grupo étnico em registros históricos data da segunda metade do século XI, onde são nomeados como habitantes de Arbanon, no centro da Albânia.  Durante este período, a primeira menção de albaneses na região de Épiro foi registrada em um documento veneziano de 1210 como habitando a área oposta à ilha de Corfu.  No entanto, movimentos significativos de populações albanesas na região não são mencionados antes de 1337.  Grupos de albaneses mudaram-se para a Tessália e o Peloponeso já em 1268 como mercenários de Miguel Ducas. 
Elementos da população albanesa começaram, no final do século XIII e início do século XIV, por vários motivos, a emigrar para o Épiro. Na primeira década do século XIV, foram relatados alguns clãs albaneses no Épiro e na Tessália, contratados principalmente como mercenários dos bizantinos.  Uma grande migração ocorreu nas décadas de 1340 e 1350 , quando tribos albanesas apoiaram a bem-sucedida campanha sérvia contra as possessões bizantinas na região.  Durante este período de migração, duas entidades albanesas de curta duração foram formadas no Épiro: o Despotado de Arta (1358–1416) e o Principado de Gjirokastër (1386–1411). Enquanto a área de Vagenetia (nome medieval de Chameria/Thesprotia) estava principalmente sob o controle de governantes italianos: venezianos ou os déspotas do Épiro baseados em Ioannina. Naquela época, representantes da Vagenetia, juntamente com uma delegação de Ioannina, pediram ao governante sérvio Simeão que os protegesse da ameaça albanesa.  Ambas as entidades albanesas foram anexadas e em 1419, muitos albaneses fugiram do Épiro e mudaram-se para a Moreia.  Aquelas tribos que se estabeleceram no sul da Grécia se tornariam os ancestrais dos arvanitas. 

### Domínio otomano (1434-1913)
A região do Épiro foi conquistada pelo Império Otomano no início do século XV. Os albaneses Cham não eram a única população de língua albanesa na região, embora constituíssem um componente significativo da população de língua albanesa na parte do Épiro, que foi incorporada à Grécia depois de 1912. Além dos albaneses Cham que viviam em Thesprotia, comunidades de língua albanesa viviam na parte norte da província de Prefeza (o plano Fanari (em albanês:  Frar e o interior de Parga) e as aldeias Parasoulióticas Zermi, Krania, Papadates, Rousatsa, bem como Derviziana e Mousiotitsa, que fazem parte da prefeitura de Ioannina.  Houve também outros grupos albaneses que no século XIX se tornaram de língua grega, conforme atestado por relatos primários sobre eles anteriores ao século XIX e topônimos de origem albanesa em regiões específicas. Estas áreas incluíam os assentamentos ao longo do vale do rio Tyria, a região a nordeste do Lago Ioannina, a região ao sul da planície de Fanari em Preveza e parcialmente a área que se estendia ao sul da cordilheira Tzoumerka. 
Desde o estabelecimento do domínio otomano até 1864, a região de Chameria foi incluída no eialete da Rumélia. Foi dividido entre os sanjaques de Delvina e Joanina, que eram divisões administrativas de segunda ordem.  Depois de 1864, este território foi organizado sob o vilaiete de Janina, que foi posteriormente dividido nos sanjacos de Joanina, Preveza e Girocastra.  Entre 1787 e 1822, Ali Paxá controlou a região, que foi incorporada ao seu Pashalik de Yanina, um estado independente de facto sob apenas autoridade nominal otomana. 
Sob o domínio otomano, a islamização foi generalizada entre os albaneses. Até o final do século 16, os Chams ainda eram predominantemente cristãos,  mas no final do século 17 os centros urbanos haviam adotado em grande parte o Islã. O crescimento de uma elite muçulmana albanesa de funcionários otomanos, como paxás e beis, como a família Köprülü, que desempenhou um papel cada vez mais importante na vida política e económica otomana, reforçou ainda mais esta tendência.  No norte de Chameria, a grande maioria tornou-se muçulmana, enquanto ao sul de Acheron e até Preveza, os albaneses permaneceram ortodoxos.  Os Chams muçulmanos eram em sua maioria seguidores da ordem Bektashi,  especialmente após o século 18,  quando os Bektashis obtiveram ganhos consideráveis em influência nas áreas acidentadas do sul da Albânia e na vizinha Macedônia grega, no norte da Grécia.   Os Chams têm uma identidade cultural própria e peculiar, que é uma mistura de influências albanesas e gregas, bem como muitos elementos especificamente Cham. Embora os Chams fossem principalmente de origem albanesa, os muçulmanos do Épiro de língua grega também compartilhavam a mesma rota de construção de identidade.  Os Chams albaneses não enfrentaram qualquer dilema sobre a sua identidade étnica ou relações com outras subdivisões socioculturais e dialetais albanesas.  Em geral, a religião, e não a etnia, definia cada comunidade na sociedade otomana.  Neste contexto, as comunidades muçulmanas no Épiro Otomano foram classificadas como "turcas", enquanto as ortodoxas como "gregas", independentemente da sua origem étnica,   embora existissem algumas exceções.  
O processo de islamização dos Chams começou no século XVI, mas atingiu grandes proporções apenas nos séculos XVIII e XIX. De acordo com o censo populacional (defter) de 1538, a população da região era quase inteiramente ortodoxa, com apenas uma minoria, estimada em menos de cinco por cento, tendo-se convertido ao Islão. O principal instigador para o início das conversões em massa na região foram as medidas draconianas adotadas pelos otomanos após as duas revoltas fracassadas do monge grego Dionísio, o Filósofo, bem como de vários agricultores locais muçulmanos, contra os otomanos.  Na sua esteira, os paxás otomanos triplicaram os impostos devidos pela população não-muçulmana, pois consideravam o elemento ortodoxo uma ameaça contínua de futuras revoltas. Outro motivo da conversão foi a ausência de cerimônias litúrgicas em Chameria, especialmente na parte norte da região.  Segundo o historiador francês Fernand Braudel, na região mais ampla que hoje é o sul da Albânia e o noroeste da Grécia, “faltava a disciplina eclesial;  Esta combinação resultou na primeira onda de conversões no início do século XVIII, por parte de vários agricultores pobres. Nessa época, os muçulmanos tornaram-se maioria em algumas aldeias como Kotsika, perto de Sagiada. As guerras do século XVIII e início do século XIX entre a Rússia e o Império Otomano tiveram um impacto negativo na região.  Seguiram-se um aumento de conversões, muitas vezes forçadas, como as de 25 aldeias em 1739, localizadas na atual prefeitura de Thesprotia.  Durante todo o século XVIII, os muçulmanos ainda eram uma minoria entre a população albanesa da região, e tornaram-se maioria apenas na segunda metade do século XIX. Estimativas baseadas no Defter de 1875 mostram que os Chams muçulmanos ultrapassaram os Chams ortodoxos em número. 
Contudo, em vários casos, apenas uma pessoa, geralmente o membro masculino mais velho da família, converteu-se ao Islão, para não pagar impostos, enquanto todos os outros membros permaneceram cristãos. Como resultado, os historiadores argumentam que os albaneses Cham eram cristãos ou criptocristãos ainda na primeira metade do século XIX. Durante a segunda metade, a maioria dos Chams tornou-se totalmente islamizada e o Cripto-Cristianismo deixou de existir.  Como resultado da estrutura social do Império Otomano, os muçulmanos da região, a grande maioria dos quais eram albaneses, sendo favorecidos pelas autoridades otomanas, estavam em conflito com os seus vizinhos ortodoxos. 

#### Despertar Nacional Albanês (1870-1912)
Como a sociedade otomana foi fundada no sistema de millet baseado na religião e não em grupos étnicos, as escolas em Chameria, como em outros lugares onde viviam albaneses, eram ministradas apenas em turco e grego. Os albaneses cristãos podiam frequentar escolas gregas e os albaneses muçulmanos, escolas turcas, mas as escolas de língua albanesa eram altamente desencorajadas.  Os sentimentos nacionalistas durante o final da era otomana eram fracos na região, com os muçulmanos albaneses Chams referindo-se a si mesmos como Myslyman (muçulmanos) ou turcos, enquanto os cristãos ortodoxos locais de língua albanesa se referiam a si mesmos como Kaur (ou seja, infiéis) e não consideravam o termo ofensivo.  Durante o Despertar Nacional Albanês, vários albaneses locais estabeleceriam escolas privadas e não reconhecidas de língua albanesa. Em 1870, o déspota da Paramítia, Grygorios, traduziu o Novo Testamento para o albanês, pois seus seguidores não entendiam bem a língua grega.  Enquanto, em 1879, a primeira escola albanesa da região foi criada em Sagiada pelo padre Stathi Melani. Naquela época, a região estava sob o domínio de curta duração da Liga de Prizren. 
Alguns Chams também desempenharam um papel importante no Renascimento Nacional da Albânia (Rilindja Kombëtare). Vários Chams eram chefes de clubes culturais e organizações patrióticas, que visavam o estabelecimento de um estado albanês independente.  Entre eles, as personalidades mais ilustres durante os últimos anos antes da independência foram Abedin Dino, Osman Taka e Thoma Çami. 
Abedin Dino foi um dos fundadores da Liga de Prizren (1878) e um dos principais contribuintes para a independência da Albânia.  Ele foi nomeado principal representante da Liga de Prizren para Chameria e estabeleceu uma filial local da Liga em Ioannina. Quando a Liga foi dissolvida em 1881, ele continuou lutando contra as forças otomanas na Albânia. Foi morto pelo exército otomano quando se dirigia para participar na formação da Liga de Peja. 
Outro líder da Liga Prizren ativo na mesma época foi Osman Taka. Quando a Liga de Prizren foi formada, ele foi nomeado chefe da filial local em Preveza. Quando as forças otomanas conseguiram tomar a Liga Preveza em 1886, Osman Taka também foi preso, acusado de traição e condenado à morte. Ele foi executado em Konispol em 1897. 
Thoma Çami foi um dos principais contribuintes para o renascimento da cultura albanesa durante este período. Foi fundador e primeiro presidente da organização "Bashkimi", o mais conhecido clube cultural do Renascimento Nacional. Ele também escreveu o primeiro livro de história acadêmica para escolas albanesas, mas morreu antes da declaração de independência. 
A intervenção albanesa ocorreu quando após o Congresso de Berlim em 1878, partes de Chameria, foram cedidas pelo Império Otomano ao Reino da Grécia. Mesmo antes do início das negociações, o lado otomano utilizou uma série de figuras nacionais albanesas para fins de adiamento e nomeou Abedin bey Dino, como ministro dos Negócios Estrangeiros otomano.  Além disso, Abedin Dino conseguiu reunir em Preveza várias personalidades albanesas, de toda a Albânia e do Épiro,  que acreditavam que os otomanos dariam total apoio ao movimento albanês e eram contra a anexação do Épiro à Grécia.     Eles também organizaram uma reunião lá em janeiro de 1879  e em 28 de fevereiro de 1879 assinaram uma petição com a ameaça de pegar em armas para evitar a anexação de Preveza à Grécia.  Como resultado da agitação criada, liderada por Abdyl Frashëri, outra figura nacional albanesa, o governador otomano local foi destituído.  Abedin Dino também foi chamado de volta de Preveza, enquanto os albaneses recém-chegados deixaram a cidade e retornaram às suas terras natais. 
Em janeiro de 1907 foi assinado um acordo secreto entre Ismail Qemali, líder do então movimento nacional albanês, e o governo grego que dizia respeito à possibilidade de uma aliança contra o Império Otomano. De acordo com isto, os dois lados concordaram que a futura fronteira greco-albanesa deveria estar localizada nas montanhas da Acroceraunia, deixando assim Chameria para a Grécia.   Como parte do acordo, Qemali, em troca, pediu às autoridades gregas que apoiassem o movimento albanês e o lado grego concordou, desde que nenhuma atividade armada albanesa emergisse ao sul dos Acroceraunianos.  As razões de Qemali para estreitar laços com a Grécia durante este período foram frustrar as ambições búlgaras na região mais ampla dos Bálcãs e obter apoio para a independência da Albânia. 
Quando a derrota otomana era iminente e antes da chegada do exército grego à região, unidades armadas muçulmanas Cham e Lab queimaram várias aldeias gregas: 3 nas proximidades de Preveza (Tsouka, Glyky, Potamia), 4 em Thesprotia (Alpohori, Manoliasa, Keramitsa, Fortopia), bem como várias aldeias nas regiões de Ioannina, Sarande e Delvina. A partir destas ações, muitos aldeões conseguiram escapar para a ilha vizinha de Corfu.  A população ortodoxa local de língua albanesa não partilhava as ideias nacionais dos seus vizinhos muçulmanos de língua albanesa, ao passo que, em vez disso, permaneceram orientados para o grego e identificaram-se como gregos. 
Ao longo deste período, as zonas de língua albanesa em Thesprotia e áreas adjacentes que mais tarde se tornaram parte da Albânia foram consideradas um incômodo tanto para o estado grego quanto para os cristãos do Épiro, que se autoidentificavam como gregos.  O factor linguístico não-grego representou um obstáculo às ambições territoriais gregas.  O combate a esta questão foi realizado através de duas políticas. A primeira foi que historiadores e políticos gregos tentaram, através de esforços concertados, ocultar a existência da língua albanesa na região.  A segunda foi apresentar o argumento de que a língua falada pela população local não tinha relação com as suas filiações nacionais.  De acordo com a ideologia predominante na Grécia da época, todo cristão ortodoxo era considerado grego, ao passo que depois de 1913, especialmente a área do sul da Albânia considerada "Épiro do Norte" pela Grécia, os muçulmanos eram considerados albaneses.  Com a incorporação da área na Grécia, estas políticas discursivas juntamente com as práticas foram continuadas.  Isto deveu-se ao facto de a considerável população muçulmana albanesa ser considerada um problema real para o Estado grego e, portanto, qualquer movimento pró-albanês que pudesse surgir teve de ser eliminado por todos os meios. 
Chams teve seus próprios delegados no Congresso de Vlora de 1912, quando a Independência da Albânia foi proclamada. Participaram no congresso quatro representantes de Chameria e dois representantes de Ioannina, sendo os seis a favor da Independência. Eles eram Jakup Veseli de Margariti, Kristo Meksi e Aristidh Ruci de Ioannina, Rexhep Demi de Filiates, Veli Gërra de Igoumenitsa e Azis Tahir Ajdonati de Paramythia.  As comunidades muçulmanas Cham nas regiões de Paramythia, Margariti e Preveza, de acordo com informações recolhidas pelo Ministério dos Negócios Estrangeiros grego durante 1908 a 1911, apoiavam a administração otomana e partilhavam uma identidade nacional otomana, embora ainda fossem simpatizantes do movimento nacional albanês. até um certo nível.  Especialmente no sanjaco de Preveza, os albaneses muçulmanos abraçaram ideias sobre o movimento nacional albanês da época. Entre eles, grandes proprietários de terras e funcionários públicos vindos de outros lugares eram hostis à população grega local e os perseguiam. Também embora em números desconhecidos, a proporção de albaneses muçulmanos durante um período prolongado aumentou nesta área, devido à política oficial de reassentamento otomana em relação a interesses e preocupações geoestratégicas.  

### História moderna

#### Guerras dos Balcãs, Primeira Guerra Mundial e primeiros anos de domínio grego (1913-1923)
Com o início das Guerras dos Balcãs (1912–1913), os muçulmanos Chams não estavam ansiosos para lutar como parte do exército otomano.  No entanto, a maioria dos Lab e Cham beys formaram grupos armados irregulares que lutaram contra as unidades gregas, queimando várias aldeias nas regiões de Paramythia, Fanari e Filiates. Por outro lado, alguns beis em Margariti não estavam dispostos a lutar e estavam prontos a aceitar o domínio grego devido à anarquia geral no Império Otomano.  Os cristãos locais foram alistados como parte das forças gregas. Poucos dias depois de o exército grego ter garantido o controle da região, um paramilitar grego cretense sob os comandantes Deligiannakis e Spiros Fotis matou 75 notáveis Cham da Paramítia que estavam reunidos para jurar lealdade ao estado grego.  As ocorrências de atrocidades perpetradas pelas forças gregas na região foram registadas principalmente pelo lado albanês, enquanto esses acontecimentos foram notados apenas indirectamente, embora claramente por funcionários do governo grego.  Alguns meses depois, mais notáveis Cham foram assassinados pelas autoridades gregas. Na sua correspondência interna, os diplomatas italianos na região observaram que esta foi uma tática utilizada para acabar com a influência albanesa Cham na região, eliminando a classe de elite que tinha o papel de disseminação da ideologia nacional albanesa na população em geral. 
Após a derrota das forças otomanas nas Guerras Balcânicas de 1912–1913, uma comissão internacional de fronteiras concedeu a parte norte da região do Épiro ao Principado da Albânia, e a parte sul ao Reino da Grécia, deixando áreas minoritárias gregas e albanesas. em ambos os lados da fronteira. A maioria das áreas habitadas por Chams, com exceção de algumas aldeias, foram atribuídas à Grécia.  Após o fim das Guerras Balcânicas, as autoridades gregas suspeitaram que um movimento anti-grego local era possível, apoiado pelo Governo Provisório da Albânia e da Itália, e decidiram desarmar a população. Além disso, os representantes albaneses acusaram a Grécia de assassinatos e perseguição aos representantes Cham. Estas acusações foram rejeitadas pelo governo grego.  Nas eleições legislativas de dezembro de 1915, devido ao boicote geral declarado pelo partido de Elefthérios Venizélos, dois dos três deputados da periferia eleitoral de Preveza eram Chams muçulmanos: Ali Dino e Musli Emin Ramiz.  A perseguição a Chams continuou durante a Primeira Guerra Mundial em menor escala do que nas Guerras dos Balcãs. Muitas aldeias, principalmente nos antigos kazas de Filiates e Paramythia, foram incendiadas. 
Após a incorporação final do sul do Épiro na Grécia, Chams teve o direito de escolher entre a nacionalidade grega e turca, ao abrigo da 4ª disposição do tratado de paz de Atenas.   Pode-se inferir que durante o período entre guerras a comunidade muçulmana Cham não parecia ter uma compreensão clara da sua afiliação nacional para além das suas afiliações religiosas locais.  Os Chams estavam de fato divididos entre si quanto à sua lealdade.  Na verdade, os Chams escolheram a nacionalidade grega em vez da turca. Esta convenção concedeu direitos especiais às minorias religiosas, mas não às minorias étnicas, ao abrigo da terceira disposição.  De acordo com a política grega sobre as minorias da época, os albaneses Chams ortodoxos foram contados juntamente com os gregos, enquanto os Chams muçulmanos foram contados no censo como uma minoria religiosa.  Embora o governo albanês se tenha queixado de que Chams foi discriminado pelas autoridades gregas, há poucas provas de perseguição directa do Estado neste momento. 
Durante este período, os Chams beys muçulmanos perderam o poder político de que gozavam durante o domínio otomano, mas conseguiram manter brevemente a sua influência económica.  A parcela muçulmana da população estava sob um domínio sui generis das autoridades gregas e dos muftis locais, que eram reconhecidos nestas áreas.  Na região do Épiro existiam os muftis de Ioannina, Paramythia, Filiates, Margariti, Igoumenitsa, Parga, Preveza, Sagiada e Thesprotiko.  Logo com a eclosão da Primeira Guerra Mundial, as autoridades gregas impuseram restrições significativas aos direitos à terra dos proprietários albaneses Cham. Além disso, um novo sistema tributário que visava grandes propriedades de proprietários muçulmanos foi empregado e a expropriação maciça de grãos foi usada novamente nas propriedades Cham para apoiar o esforço de guerra grego. Isso levou à fome e dezenas de mortes na região. Um relatório militar do comissário geral italiano ao Ministério da Defesa italiano observa que, a partir de julho de 1917, o domínio das autoridades gregas no Épiro forçou mais de 3.000 Chams a procurar refúgio em Istambul e na Anatólia. 

#### Troca populacional e apropriação de propriedade (1923-1926)
No final da Guerra Greco-Turca (1919–1922), a Grécia e a Turquia assinaram o Tratado de Lausanne, segundo o qual os muçulmanos da Grécia seriam trocados com os cristãos ortodoxos da Turquia, abrindo uma exceção única para os muçulmanos do Ocidente. Trácia e a população cristã ortodoxa de Istambul. O tratado usou a religião como indicador de afiliação nacional, incluindo assim os albaneses muçulmanos Cham no intercâmbio populacional. 
As autoridades gregas tinham duas opções. A primeira foi a troca de Chams muçulmanos com gregos da Turquia, no âmbito da troca populacional. A segunda opção era trocá-los com uma comunidade da minoria grega na Albânia. Eles abordaram o governo albanês em 1923, mas as autoridades albanesas recusaram-se a considerar o segundo esquema.  Em janeiro de 1923, o representante grego do comitê de intercâmbio populacional em relação aos Chams muçulmanos declarou oficialmente que a Grécia "não tem intenção de proceder a um intercâmbio de muçulmanos de origem albanesa". 
Mesmo assim, os Chams muçulmanos passariam a fazer parte do intercâmbio populacional greco-turco, mas o estado albanês solicitou uma isenção.  A maioria da comunidade muçulmana Cham não tinha ideia da sua origem étnica ou preferências além das suas afiliações religiosas locais e considerava-se simplesmente muçulmana.   Embora na época da troca populacional, a população muçulmana Cham tivesse sido nacionalizada e constituído uma "minoria nacional albanesa de facto".  Como tal, as autoridades gregas viam os Chams muçulmanos como uma população hostil ao interesse nacional de segurança e território da Grécia. Ao fazê-lo, o Estado grego insistiu na migração dos muçulmanos Chams para a Turquia, ao mesmo tempo que proferiu ultimatos e utilizou tácticas de assédio que foram empreendidas por grupos paramilitares locais para prosseguir esse objectivo. 
Em maio de 1924, porém, uma delegação da Liga das Nações visitou a área para investigar a questão da permutabilidade. A delegação encontrou-se com grupos de muçulmanos Cham albaneses de várias aldeias da área escolhidas pelas autoridades gregas e muftis locais.  Os muftis locais apoiavam a administração grega.  Mais tarde, a delegação concluiu que a grande maioria da comunidade Cham declarou ser de origem turca e desejava ser incluída no intercâmbio.  Um ano depois, uma segunda comissão em geral confirmou as conclusões da primeira. 
Após pressão dos delegados italianos e albaneses que argumentaram que os Chams se autoidentificavam principalmente como cidadãos albaneses, a Grécia aceitou em 1925, dois anos após o início oficial da troca, que os Chams muçulmanos não estavam sujeitos à troca.  O ministro grego em Londres, Kaklamanos, prometeu que "a troca obrigatória não será aplicável aos sujeitos muçulmanos de origem albanesa".   Mas os Chams muçulmanos tiveram de provar a sua origem étnica para permanecerem na Grécia.  De acordo com a decisão grega, apresentada por Elefthérios Venizélos à administração local no Épiro, apenas aqueles que nasceram na Albânia ou cujos pais nasceram na Albânia poderiam permanecer na Grécia, excluindo assim os genuínos Chams da região de Chameria.  Por outro lado, o Estado albanês insistiu que os Chams foram forçados a deixar a Grécia porque as autoridades gregas estavam a tornar a vida "insuportável" para eles. 
Entretanto, as autoridades gregas enviaram vários albaneses Cham para a Turquia. De acordo com o historiador político grego contemporâneo Athanasios Pallis, apenas 1.700 foram isentos e a Liga das Nações estimou que 2.993 Chams muçulmanos foram forçados a partir para a Turquia, mesmo depois de a sua troca obrigatória ter sido proibida, declarando-se turcos em vez de albaneses.    Na Turquia, os albaneses Cham foram alojados em Istambul e Bursa. A maioria deles era de Ioannina e áreas periféricas e de Preveza.  Cerca de 16.000 refugiados gregos da Ásia Menor foram estabelecidos no Épiro,  principalmente nas mesmas áreas.
Os membros da comunidade muçulmana Cham possuíam vastas extensões de terra sem os títulos de propriedade que os acompanhavam. Ao abrigo do Tratado de Lausanne, algumas destas terras foram apropriadas, em termos financeiros acordados com os proprietários, para satisfazer as necessidades dos refugiados sem terra da Anatólia e da Trácia que se estabeleceram no Épiro. Esta medida foi aplicada de forma generalizada e não houve exceções: tal como os Chams, os proprietários de terras e mosteiros gregos também foram obrigados a ceder algumas das suas propriedades. Os Chams, no entanto, procuraram compensação não como cidadãos gregos, mas nos termos que previam compensação para certos cidadãos da Europa Ocidental cujos bens tinham sido apropriados. Tanto a Grécia como a Liga das Nações rejeitaram a exigência. 
Quatro leis diferentes foram aprovadas entre 1923 e 1937 que expropriaram as propriedades dos muçulmanos Chams, deixando intactas as dos falantes ortodoxos albaneses locais e dos gregos.  A política oficial grega era que as propriedades pertencentes a cidadãos muçulmanos na Grécia, que estavam isentos da troca de populações, ou a cidadãos estrangeiros, fossem preferencialmente expropriadas.  Os relatórios albaneses à Liga das Nações e a resposta do governo grego revelam que parte da disputa dizia respeito a mudanças no estatuto dos proprietários albaneses locais. Durante a era otomana, as receitas foram recebidas pelos proprietários albaneses das aldeias vizinhas. Depois que estas terras se tornaram parte do Estado grego, os camponeses locais expropriaram dos proprietários albaneses o que consideravam ser sua propriedade e recusaram-se a pagar tais impostos.  Enquanto a maioria da população muçulmana Cham consistia de proprietários de terras de médio porte, com terras que variavam em fertilidade, produção e tamanho.  Havia outros Chams muçulmanos que eram mais limitados financeiramente e em terras. 
A primeira lei foi aprovada em 15 de fevereiro de 1923, expropriando as terras e segundas residências dos muçulmanos Chams, para entregá-las aos refugiados gregos e aos agricultores gregos sem terra. A compensação foi fixada abaixo do preço de mercado de 1914, e não dos valores de 1923. Por outro lado, a compensação pelas casas seria dada pelo valor de 1923. No entanto, alguns Chams nunca foram compensados.  Como resultado desta política, foram dirigidas diversas petições ao Ministério da Agricultura ou aos funcionários da Comissão de Assentamento de Refugiados de muçulmanos de origem albanesa em Paramythia, Dragoumi, Filiates e outras partes da região, mas nenhuma resposta foi recebida. dado.  Esta lei foi comunicada até à Liga das Nações, mas em Junho de 1928 a petição albanesa contra a Grécia foi rejeitada.   O governo albanês respondeu a estes acontecimentos com acusações de discriminação durante 1925–1928. Enquanto o lado grego afirmou que a mesma política de expropriação foi implementada em todo o país para todos os cidadãos gregos. 
No entanto, durante o período de 1922-1926, o governo grego utilizou a fixação de refugiados gregos como uma ferramenta para exercer pressão sobre os muçulmanos Chams para que deixassem a Grécia.  Estes refugiados, de acordo com a lei grega da época, aproveitaram-se das expropriações de terras e instalaram-se nas casas dos muçulmanos Cham, o que fez com que alguns vendessem as suas terras e ficassem sem terra.  Houve também restrições governamentais ao direito de arrendar, vender ou cultivar terras devido ao fato de os Muslim Chams serem classificados como "trocáveis", o que levou à devastação financeira gradual da população muçulmana Cham.  Devido à fluidez da situação, houve alguns Chams muçulmanos que venderam as suas propriedades aos refugiados que chegavam com vista a proceder à migração para a Turquia, devido à troca, enquanto a Liga das Nações procurava ser informada desses desenvolvimentos.  Como tal, em 1925, o governo grego, através de uma operação especial, ainda tentava persuadir Muslim Chams a deixar o país.  Foi apenas em 1926, quando os Chams muçulmanos foram decididos pelo governo grego a não serem trocados, que a maioria destes refugiados foram reassentados em outras partes da Grécia.   Depois disso, apenas um número limitado de refugiados gregos da Ásia Menor permaneceu na região e foram reassentados em assentamentos nas províncias de Filiates, Margariti e Paramythia.  Depois de 1926, com a deslocalização dos refugiados para outras partes da Grécia, o governo grego tomou cuidadosa discrição no Épiro grego para implementar a sua reforma agrária e expropriações à população muçulmana Cham, de modo a evitar que ocorresse discriminação contra eles relativamente ao assunto.  Em 1928, os albaneses manifestaram as suas preocupações relativamente à propriedade, expropriações e restituições, questões relacionadas com a representação sócio-política mínima e o recrutamento militar. A Liga das Nações, nas suas conclusões, relegou a questão da restituição de propriedade ou da (re)compensação de terras expropriadas para negociações bilaterais. A Liga das Nações também estipulou que não iria lidar com outras preocupações albanesas levantadas, uma vez que tinham sido sujeitas a relatórios e discussões anteriores. Em suma, a decisão da Liga das Nações relativamente à posição grega em relação aos Chams muçulmanos foi considerada uma clara justificação. 
Reginald Leeper, o embaixador britânico em Atenas em 1945, em uma carta ao secretário de Relações Exteriores britânico Anthony Eden em abril de 1945 menciona que os gregos podem culpar os albaneses Cham pelo assassinato do general italiano Enrico Tellini que foi o pretexto para o bombardeio italiano e ocupação de Corfu em 1923. 

#### Regime de Pagálos (1926)

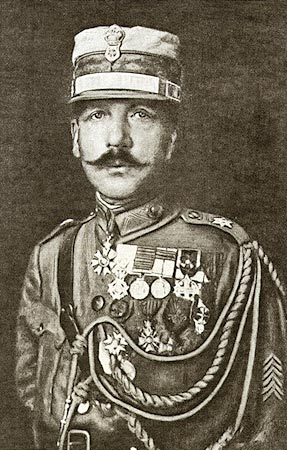
Theódoros Pagálos

Uma reviravolta inesperada no destino de Chams ocorreu quando um general arvanita, conhecido pelos seus sentimentos pró-albaneses, tornou-se primeiro-ministro da Grécia. Em 24 de junho de 1925, um grupo de oficiais, temendo que a instabilidade política colocasse o país em risco, derrubou o governo num golpe de estado e o seu líder, Theódoros Pagálos, tornou-se o chefe do governo ditatorial. As suas principais prioridades nas relações externas eram estabelecer boas relações com a Albânia e proteger os direitos de ambas as minorias, Chams na Grécia e gregos na Albânia. Por esta razão decidiu oficialmente que os albaneses de Chameria não seriam enviados para a Turquia depois de 1926, pondo fim à troca populacional. Ele também decidiu que os refugiados da Ásia Menor não se estabeleceriam na Chameria, mas sim na Trácia Ocidental, como foi originalmente decidido. 
Pagálos falava albanês e declarou-se orgulhoso de sua identidade meio albanesa.  A sua prioridade no estabelecimento de boas relações com a Albânia foi rapidamente materializada por quatro acordos entre os dois governos, entre outros abordando o confisco de propriedades Cham antes de 1926, quando refugiados gregos da Ásia Menor se estabeleceram na região. Este acordo estabelecia que Chams seria compensado pelo menos tanto quanto os cidadãos estrangeiros ou gregos étnicos.  Numa declaração pública, reconheceu também que os Chams eram uma minoria étnica e prometeu que seriam abertas escolas albanesas na região.   Mas depois de alguns meses ele foi deposto e suas políticas pró-Cham foram imediatamente abolidas. 

#### Discriminação e normalização (1927-1936)
Em agosto de 1926, Theódoros Pagálos foi deposto por um contra-golpe, e Pavlos Kountouriotis foi restaurado como Presidente da Grécia. As ações de Pangalos encorajaram a Albânia a ser mais persistente na prossecução das reivindicações de Cham.  A derrubada de Pangalos também significou um retrocesso na posição oficial da Grécia sobre a questão: a discriminação contra os Chams continuou, 
Nas primeiras eleições em 1926, os albaneses Cham criaram seu próprio partido político, denominado Partido da Chameria, fundado por uma figura eminente da época, o famoso cartunista Prevezan Ali Dino. Conseguiu obter 1.539 votos nas prefeituras de Preveza e Ioannina.  Nas eleições subsequentes, o partido não obteve o apoio da população albanesa local e Ali Dino concorreu sob a chapa Agricultor-Trabalhista, obtendo apenas 67 votos em 1932. 
Em 1927, o governo grego aboliu quatro dos nove Vakoufs, os muftis de Parga, Preveza, Sagiada e Thesprotiko.  Além disso, a partir de 1927, com a publicação do decreto presidencial relevante, o governo grego implementou uma política que privava os muçulmanos Chams e outras minorias da sua cidadania grega caso abandonassem a Grécia. De acordo com o decreto de 1927, os cidadãos gregos de origem grega não étnica ("allogeneis") poderiam perder a cidadania se deixassem o país.  Tal prática é vista pelos estudiosos como uma exclusão legal dos Chams e de outras minorias da sociedade grega, uma vez que fazia uma distinção baseada na filiação nacional, que foi efectivamente definida como um critério acima da cidadania na ordem jurídica grega. 
Em 1929, a Liga das Nações pediu à Grécia que abrisse escolas de língua albanesa, uma vez que tinham sido oficialmente reconhecidas como uma minoria albanesa. A posição oficial, porém, do então primeiro-ministro grego, Eleftherios Venizelos, era que, uma vez que a região nunca teve escolas albanesas, mesmo sob o Império Otomano, esta questão não poderia ser comparada com os direitos exigidos pela minoria grega na Albânia. 
No entanto, na sequência da pressão da Liga das Nações e dos acordos assinados durante o regime de Pangalos, a Grécia anunciou oficialmente a criação de quatro escolas primárias bilingues em Filiates, Igoumenitsa, Paramythia e Sagiada.  Todas essas escolas seriam gregas, mas o albanês também seria ensinado nas três primeiras turmas. Uma delegação albanesa liderada pelo embaixador albanês, Mid'hat Bey Frashëri, pediu ao governo grego 15 escolas, com ensino integral em albanês, nas principais cidades e aldeias de Chameria, pedido que foi imediatamente rejeitado pelas autoridades gregas.  Após negociações, o governo albanês aceitou a proposta grega e foi assinado um acordo em 1935 que permitiria aos gregos da Albânia abrir novas escolas privadas em Himara e Korca, em troca das quatro escolas bilingues em Chameria. Mas, mais uma vez, a mudança do governo grego com o golpe de estado de Ioánnis Metaxás anulou este acordo. 
Neste momento, o governo grego tentou resolver outra questão central relativa aos albaneses Cham, a disputa de propriedade. Em 1928, o governo Venizelos retirou-se do acordo greco-albanês, assinado por Pagálos, que compensaria Chams igualmente com outros cidadãos gregos. Os Muslim Chams tentaram recuperar as suas propriedades ao abrigo da Lei de 1926, o que lhes deu a oportunidade de contestar o confisco das suas propriedades perante os tribunais. Na sequência destas ações, a Grécia aprovou duas leis, em 1930 e 1931, que concederam compensações maiores à comunidade muçulmana, mas não tantas como a outros cidadãos gregos.  A primeira lei duplicou a indemnização prometida e obrigou as autoridades estatais a pagar 3/4 da indemnização prometida, mesmo que recorressem das decisões nos tribunais. A segunda lei devolveu algumas das terras que não foram colonizadas pelos gregos aos albaneses Cham. Ambas as leis foram implementadas em escala limitada, por causa da mudança do governo grego e do estabelecimento do regime ditatorial de Metaxás.  Naquela época, os membros da comunidade Cham sofriam discriminação devido às severas expropriações de suas terras. 
Durante este período, várias aldeias foram renomeadas na região. Mais de 100 nomes de aldeias foram alterados em Thesprotia, Preveza e Ioannina.   Muitos outros nomes já haviam sido alterados em 1913, quando a região ficou sob a soberania grega. Aldeias como Shëndiela em Preveza foram traduzidas para o grego Agia Kyriaki (Santo Kyriake), enquanto outros topônimos como Ajdonati ou Margëlliç foram imediatamente renomeados com novos nomes gregos (Paramythia e Margariti).  A maioria das aldeias e cidades da região receberam novos nomes, principalmente gregos, em 1928 e 1929. Outro período de helenização dos topônimos ocorreu na década de 1950, quando os nomes albaneses ou turcos restantes foram finalmente renomeados para grego, com muito poucas exceções.  Hoje, apenas um pequeno número de topônimos albaneses, como Semeriza (do albanês Shemërizë, que significa Santa Maria), sobrevivem da época otomana. 
Em Setembro de 1930, a proposta de troca da minoria Cham pela minoria grega da Albânia foi renovada, desta vez pelo governo albanês. O rei Zog da Albânia tentou chegar a um acordo com o governo grego sobre a resolução de todas as diferenças entre os dois países. O governo albanês acreditava que um intercâmbio voluntário da população das duas minorias resolveria uma série de problemas internos de ambos os lados e melhoraria as relações greco-albanesas. No entanto, esta proposta foi rejeitada pelo lado grego, que temia que a Albânia expulsasse à força a sua minoria grega do país, tornando a troca involuntária.  
O governo Venizelos (1928-1932), apesar da antiga crise greco-albanesa, tomou medidas para intensificar a melhoria das comunidades Cham, tanto a nível económico como social. Em 1931 foi aprovada uma lei que permitia o pagamento direto de reembolso através da concessão de títulos análogos e a devolução direta de imóveis urbanos indevidamente desapropriados. Várias famílias Cham responderam a estes regulamentos favoráveis. Além disso, o governo albanês aceitou a proposta grega para o pagamento de indemnizações em títulos, permitindo assim a promulgação da legislação relevante e possibilitando assim o processo de pagamento de indemnizações aos cidadãos albaneses. Assim, em 1935, de acordo com relatórios diplomáticos gregos, a maioria das exigências albanesas que diziam respeito às comunidades Cham pareciam estar resolvidas.  Em abril de 1930, a Liga das Nações ouviu alegações de pequenos proprietários muçulmanos Cham de que ocorreram expropriações ilegais na região, enquanto as autoridades gregas declararam que a região havia sido isenta dessas leis de reforma agrária. Em junho de 1930, o governo grego aprovou uma lei especial estabelecendo que as propriedades dentro de Thesprotia estavam isentas das leis de terras agrárias que satisfizeram a Liga das Nações em relação ao assunto.  Durante este período, porém, houve esforços contínuos por parte das autoridades gregas para provocar a deslocação da população muçulmana Cham através de políticas de linha dura e migração para a Turquia, ao mesmo tempo que desencorajava ou mesmo proibia a sua deslocação para a Albânia.  Os Chams muçulmanos na década de 1930 eram vistos na Grécia como uma população hostil e incapaz de ser integrada nas estruturas sócio-políticas do Estado. 

#### Repressão sob o regime Metaxás (1936-1940)
O período mais severo de discriminação contra os albaneses Cham ocorreu durante o regime ditatorial de Ioánnis Metaxás, primeiro-ministro da Grécia de 1936 a 1941.    O carácter nacionalista do seu regime foi imposto a todas as minorias na Grécia. Tal como acontece com os falantes de eslavo, arromenos e ciganos, as minorias de língua albanesa foram proibidas de usar a sua própria língua fora de casa.  Aqueles que usaram palavras albanesas na escola ou no exército foram punidos fisicamente ou humilhados.  A língua grega foi imposta nas escolas e os mais velhos que não tinham conhecimento da língua foram obrigados a frequentar escolas noturnas, para aprenderem a ler, escrever e até falar a língua grega.  Entretanto, devido à ausência do grego ou por razões de importância demográfica, a educação grega foi expandida com o estabelecimento de jardins de infância em algumas aldeias ortodoxas de língua albanesa. 
Em 1936, o estado grego criou uma nova prefeitura chamada Thesprotia, a partir de partes das prefeituras de Ioannina e Preveza, para exercer melhor controle sobre a minoria muçulmana Cham.  A colonização da área por gregos e o confisco de propriedades Cham aumentaram e os topônimos albaneses foram substituídos por gregos.  Nas aldeias onde viviam muçulmanos Chams e cristãos, os chefes muçulmanos da administração local foram substituídos por cristãos. Durante o mesmo período, o assédio da polícia local contra Chams tornou-se cada vez mais frequente. 

### Segunda Guerra Mundial e expulsão

#### Guerra Greco-Italiana (1940-1941)
Ao mesmo tempo, uma influência negativa sobre a posição dos albaneses Cham veio da Albânia. Após a invasão italiana da Albânia, o Reino da Albânia tornou-se um protetorado do Reino da Itália. Os italianos, especialmente o governador Francesco Jacomoni, usaram a questão Cham como meio de reunir o apoio albanês. Embora no evento o entusiasmo albanês pela "libertação de Chameria" tenha sido silenciado, Jacomoni enviou repetidos relatórios excessivamente otimistas a Roma sobre o apoio albanês. 
Em Junho de 1940, um muçulmano Cham chamado Daut Hoxha foi encontrado sem cabeça na aldeia de Vrina, no sul da Albânia. Daut Hoxha foi um notório bandido morto numa briga por algumas ovelhas com dois pastores.          A morte de Hoxha foi usada como desculpa final da Itália fascista para atacar a Grécia. A propaganda italiana descreveu-o oficialmente como "um albanês de Chameria animado por um grande espírito patriótico" assassinado por espiões gregos dentro da Albânia, declarando a libertação iminente de Chameria.  À medida que se aproximava a possibilidade de um ataque italiano à Grécia, Jacomoni começou a armar bandos irregulares albaneses para usar contra a Grécia. 
No início da Segunda Guerra Mundial, quando a Grécia anunciou a sua mobilização total antes da invasão italiana, os albaneses Cham solicitaram ser incluídos na referida mobilização; em resposta, a Grécia incluiu-os na mobilização, mas fez com que trabalhassem na construção em vez de lhes fornecer armas, o que alienou os albaneses.  Os líderes da comunidade albanesa Cham foram presos e forçados ao exílio pelas autoridades gregas no mesmo dia em que a Itália invadiu a Grécia, dando à comunidade uma prova indubitável de que o estado grego tinha uma percepção negativa em relação aos Chams e deixando a sua comunidade sem liderança, o que provavelmente influenciou o seu comportamento. em relação aos gregos nos meses seguintes. Quando o exército grego reocupou a área durante os primeiros estágios da invasão italiana, eles exilaram quase toda a população masculina - especificamente todos os homens com mais de 14 anos - para campos nas ilhas de Lesbos, Quios e Corinto, o que deixou as mulheres albanesas Cham, crianças e idosos indefesos e desprotegidos, resultando em homicídios, violações e roubos. As forças gregas fecharam os olhos às atrocidades cometidas pelos gregos locais contra Chams.  
Às vésperas da Guerra Greco-Italiana, as autoridades gregas desarmaram 1.800 recrutas Cham e os colocaram para trabalhar nas estradas locais.  A Guerra Greco-Italiana começou com as forças militares italianas lançando uma invasão da Grécia a partir do território albanês. Como Chams foi usado como tema de propaganda pelos italianos, a força de invasão da Itália no Épiro foi chamada de "Corpo do Exército de Ciamuria [sic]".  Parte dos Chams apoiou o ataque da Itália à Grécia.  A força de invasão incluía albaneses nativos, estimados em 2.000–3.500 homens (entre eles Chams e Kosovars), em três batalhões voluntários ligados ao exército italiano.   O seu desempenho, no entanto, foi claramente medíocre, já que a maioria dos albaneses, pouco motivados, desertaram ou desertaram. Na verdade, os comandantes italianos, incluindo Mussolini, utilizariam mais tarde os albaneses como bodes expiatórios para o fracasso italiano.  Durante 28 de outubro a 14 de novembro, enquanto o exército italiano fazia um pequeno avanço e assumia brevemente o controle de parte de Thesprotia, bandos de albaneses Cham invadiram várias aldeias e queimaram várias cidades, incluindo Paramythia e Filiates. 
Em novembro, quando a contra-ofensiva grega conseguiu recuperar Tesprotia, as autoridades gregas apreenderam todos os homens muçulmanos Cham não convocados ou que não estavam com os italianos, e deportaram-nos para o exílio insular   por razões de segurança.  Até à invasão da Grécia pelo exército alemão, a população muçulmana Cham da região de Chameria era composta por mulheres, crianças e idosos. Os Chams muçulmanos adultos do sexo masculino seriam restaurados em suas terras somente depois que a Itália fascista ganhasse o controle da região. Em 1941, a Grécia foi ocupada pelos exércitos alemão, italiano e búlgaro, que dividiram o país em três zonas de ocupação distintas.

#### Grécia ocupada e colaboração com o Eixo (1941-1944)

##### Ocupação italiana
Antes da eclosão da Segunda Guerra Mundial, 28 aldeias na região eram habitadas exclusivamente por Chams muçulmanos, e outras 20 aldeias tinham populações mistas de Chams Gregos.  A Alemanha era contra a anexação da região à Albânia naquela época.  No entanto, a propaganda fascista italiana e alemã nazista prometia que a região faria parte da Grande Albânia após o fim da guerra.  Após a derrota da Grécia, o estabelecimento das autoridades de ocupação italianas no Épiro foi concluído até meados de maio de 1941  e no mês seguinte as primeiras unidades armadas compostas por albaneses Cham estavam ativas na região.  Como resultado desta abordagem pró-albanesa, grande parte da população muçulmana Cham apoiou activamente as operações do Eixo e cometeu uma série de atrocidades contra a população local na Grécia e na Albânia.   Além da formação de uma administração local colaboracionista do Eixo e de batalhões armados, uma organização paramilitar chamada Këshilla e um grupo paramilitar chamado Balli Kombëtar Çam  operavam na região, tripulados por muçulmanos Chams locais.  Os resultados foram devastadores: muitos gregos, mas mesmo alguns albaneses muçulmanos e ortodoxos de língua albanesa (arvanitas), perderam a vida e um grande número de aldeias foram queimadas e destruídas.  Seguiram-se assassinatos de funcionários gregos,  líderes comunitários albaneses e outros notáveis de ambas as comunidades , que perpetuaram um ciclo de vingança e retribuição que piorou as relações comunitárias. 

##### Ocupação alemã
De 29 de julho a 31 de agosto de 1943, uma força combinada alemã e Cham lançou uma operação de varredura antipartidária de codinome Augustus . Durante as operações subsequentes, 600 cidadãos gregos e 50 albaneses foram mortos e 70 aldeias foram destruídas.  Em 27 de setembro, as forças combinadas Nazistas-Cham lançaram uma operação em grande escala para queimar e destruir aldeias ao norte de Paramythia: Eleftherochori, Seliani, Semelika, Aghios Nikolaos, matando 50 aldeões gregos no processo. Nesta operação o contingente Cham contava com 150 homens e, segundo o major alemão Stöckert, "teve um desempenho muito bom".  Num outro incidente, a 27 de Setembro, as milícias Cham prenderam 53 cidadãos gregos na Paramítia e executaram 49 deles dois dias depois. Esta ação foi orquestrada pelos irmãos Nuri e Mazar Dino (oficial da milícia Cham) para se livrar dos representantes e intelectuais gregos da cidade. Segundo relatos alemães, as milícias Cham também faziam parte do pelotão de fuzilamento.  Em 30 de setembro, o representante suíço da Cruz Vermelha Internacional, Hans-Jakob Bickel, ao visitar a área, concluiu que os bandos Cham estão completamente fora de controle, aterrorizando e cometendo atrocidades contra a população grega desarmada. 
Após a capitulação da Itália fascista, em setembro de 1943, a missão britânica local propôs uma aliança aos Chams e lutarem juntos contra os alemães, mas esta proposta foi rejeitada.  As bandas colaboracionistas Cham também estavam ativas no sul da Albânia. O general e comandante local alemão Hubert Lanz decidiu iniciar operações armadas com o codinome Horridoh na região de Konispol, na Albânia. Grupos nacionalistas albaneses participaram nestas operações, entre eles um batalhão Cham de c. 1.000 homens sob a liderança de Nuri Dino. O número de mortos nestas operações, que começaram em 1 de janeiro de 1944 na região de Konispol, foi de 500 albaneses.  Considerando que, parece que a maioria dos beis locais, a maioria dos quais faziam parte do grupo de resistência nacionalista Balli Kombëtar (não confundir com o colaboracionista Balli Kombëtar Çam)  e o mufti não apoiaram tal ações.  

#### Primeira expulsão
Durante o verão de 1944, o chefe da organização de resistência local, Napoléon Zérvas, pediu aos albaneses Cham que se juntassem ao EDES na sua luta contra a ELAS de esquerda, mas a sua resposta foi negativa.  Depois disso, e de acordo com as ordens dadas especificamente ao EDES pelas forças aliadas para expulsá-los da área, ocorreram combates ferozes entre os dois lados.  Segundo relatos britânicos, os bandos colaboracionistas Cham conseguiram fugir para a Albânia com todo o seu equipamento, juntamente com meio milhão de gado roubado, bem como 3.000 cavalos, deixando para trás apenas os membros idosos da comunidade.  Em 18 de junho de 1944, as forças EDES com o apoio dos Aliados lançaram um ataque à Paramítia. Após um conflito de curto prazo contra uma guarnição combinada Cham-Alemã, a cidade estava finalmente sob o comando dos Aliados. Pouco depois, foram perpetradas violentas represálias contra a comunidade muçulmana da cidade,  que foi considerada responsável pelo massacre de Setembro de 1943. 
Além disso, dois ataques ocorreram em Julho e Agosto com a participação da Décima Divisão do EDES e dos camponeses gregos locais, ansiosos por vingar-se do incêndio das suas próprias casas.  De acordo com as afirmações de Cham, que não são confirmadas por relatórios britânicos,  o massacre mais infame de muçulmanos albaneses por irregulares gregos ocorreu em 27 de junho de 1944 no distrito de Paramitia, quando estas forças capturaram a cidade, matando aproximadamente 600 Chams muçulmanos, homens, mulheres e crianças, muitos dos quais foram violados e torturados antes da morte.  Os oficiais britânicos descreveram-no como "um caso vergonhoso, envolvendo uma orgia de vingança com os guerrilheiros locais saqueando e destruindo tudo desenfreadamente". O Ministério das Relações Exteriores britânico informou que "O bispo da Paramítia juntou-se à busca de casas em busca de saques e saiu de uma casa para descobrir que sua mula já pesadamente carregada havia sido entretanto despojada por alguns andartes". 
Por outro lado, Chris Woodhouse, chefe da Missão Militar Aliada na Grécia durante a ocupação do Eixo, que estava presente na área na altura, aceitou oficialmente a total responsabilidade pela decisão de expulsão dos Chams, embora tenha criticado a vingança. forma como isso foi realizado; incluindo em seu relatório militar "Nota sobre os Chams" de 16 de outubro de 1945 uma breve descrição da situação que levou aos eventos da Paramítia: "Os Chams são racialmente parte turcos, parte albaneses, parte gregos. Em 1941-3 eles colaboraram com os italianos, tornando difícil a organização da resistência guerrilheira naquela área. Nunca ouvi falar de nenhum deles participando de qualquer resistência contra o inimigo. Zervas, encorajado pela Missão Aliada sob meu comando, expulsou-os de suas casas em 1944, a fim de facilitar as operações contra o A maioria deles refugiou-se na Albânia, onde também não eram populares. A sua expulsão da Grécia foi sangrenta, devido ao habitual espírito de vingança, que foi alimentado por muitas brutalidades cometidas pelos Chams em aliança com os italianos. o trabalho foi concluído por um massacre indesculpável de Chams em Philliates em março de 1945, realizado pelos remanescentes das forças dissolvidas de Zervas sob o comando de Zotos.Os Chams mereceram o que receberam, mas os métodos de Zervas eram muito ruins - ou melhor, seus oficiais subordinados escaparam de mão. O resultado foi, na verdade, uma mudança de populações, removendo uma minoria indesejada do solo grego. Talvez seja melhor deixar as coisas assim."(PRO/FO,371/48094).  Durante este tempo, um pequeno número de ciganos muçulmanos filiados também fugiu para a Albânia ao lado dos Chams muçulmanos.  Eles se estabeleceram na aldeia de Shkallë, perto de Sarandë, onde devido à imigração nos últimos anos, alguns se reassentaram na Grécia. 

#### Resistência, Guerra Civil Grega, repatriação pelo ELAS e expulsão final
Os Chams muçulmanos que fugiram para a Albânia receberam o estatuto de refugiados do governo albanês liderado pelos comunistas e foram organizados sob a égide do Comitê Antifascista de Imigrantes Cham (CAFC). O estado albanês deu-lhes casas em áreas específicas no sul do país, de modo a diluir o elemento grego local na região (conhecido como Épiro do Norte pelos gregos). 
Em 1946, formaram um congresso, onde adoptaram um memorando acusando a Grécia pela sua perseguição, e pediram à comunidade internacional que reagisse para regressar à sua terra natal e receber reparações. O CAFC afirmou que 28.000 Chams foram despejados, 2.771 mortos e 5.800 casas foram saqueadas e queimadas.  
O novo governo comunista do pós-guerra da Albânia levou a questão Cham à Conferência de Paz de Paris, exigindo a repatriação dos Chams e a devolução das suas propriedades. No mês seguinte uma delegação do CAFC foi enviada a Atenas para apresentar um protesto junto ao governo de Geórgios Papandréu. Essas demandas nunca foram respondidas. A Assembleia das Nações Unidas em Nova Iorque reconheceu, no entanto, a crise humanitária que os refugiados enfrentam e doou 1,2 milhões de dólares através da Administração de Ajuda e Reabilitação das Nações Unidas (UNRRA), especificamente para refugiados do norte da Grécia.  Entretanto, em 1945-1946, um Tribunal Especial Grego sobre Colaboradores considerou 2.109 Chams culpados de traição à revelia e condenou-os à morte, enquanto os seus bens imóveis foram confiscados pelo Estado grego.  No entanto, nenhum criminoso de guerra de origem Cham foi levado a julgamento, uma vez que todos conseguiram fugir da Grécia no rescaldo da Segunda Guerra Mundial. 
Para as comunidades de língua albanesa em Thepsrotia que permaneceram na Grécia depois de 1945, a sua identidade albanesa foi desencorajada como parte de uma política de assimilação. As aldeias abandonadas de Cham foram repovoadas por comunidades adjacentes de língua grega e arromena.    
Em 1953, o governo albanês concedeu a todos os Chams a cidadania albanesa e forçou-os a integrar-se na sociedade albanesa. Apesar disso, muitos Chams mais velhos ainda se consideram refugiados privados da sua cidadania grega e reivindicam o direito de regressar às suas propriedades na Grécia. 

### Situação pós-guerra (1945-1990)

#### Sob a República Popular da Albânia

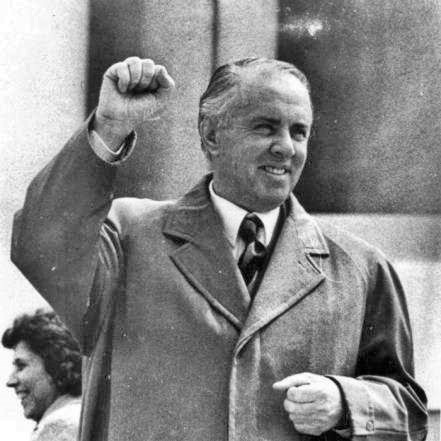
Durante o regime de Enver Hoxha, acreditava-se que os albaneses Cham eram de lealdade questionável e poderiam facilmente tornar-se agentes de uma potência estrangeira.

Durante a República Popular da Albânia (1944–1985) o país foi governado por Enver Hoxha. O período de 40 anos do regime de Hoxha foi caracterizado pela utilização de métodos estalinistas para destruir associados que ameaçavam o seu poder. O regime tornou-se cada vez mais visível para a comunidade Cham. Acreditava que eles eram de lealdade questionável e poderiam facilmente se tornar agentes de uma potência estrangeira. Esta visão baseou-se provavelmente porque eram cidadãos gregos e as suas elites eram tradicionalmente ricos proprietários de terras, enquanto a colaboração com o Eixo e o anticomunismo também foram factores significativos que contribuíram para isso.  No final de 1945, numerosos albaneses Cham foram presos pelas autoridades da República Popular da Albânia, enquanto eram rotulados como “criminosos de guerra”, “colaboradores das forças de ocupação” e “assassinos dos gregos”. Embora os representantes da comunidade tenham protestado contra estes acontecimentos, isso resultou em novas detenções e exílios de albaneses Cham.  Assim, o regime comunista na Albânia tinha uma visão muito desconfiada da comunidade Cham. Muitos deles foram transferidos mais ao norte, longe da região fronteiriça sul.  
Em 1949, durante a Guerra Civil Grega (1946-1949), a liderança da República Popular da Albânia tentou mobilizar a comunidade Cham para lutar com os comunistas.  Após a sua resposta negativa, foram rotulados de “reacionários” e sofreram um certo grau de perseguição na Albânia. Além disso, a questão Cham foi negligenciada pelo regime local.  Em 1947, o regime revelou uma conspiração na qual 85 Chams teriam participado na criação de um grupo nacionalista armado denominado "Balli Kombëtar".  Em 1960, outra conspiração anticomunista foi descoberta sob o comando de Teme Sejko, um almirante Cham da marinha albanesa de Konispol. Os supostos perpetradores, entre eles também 29 Chams, foram acusados de serem agentes de “separatistas americanos, iugoslavos e gregos”. Como resultado, Sejko foi executado e vários dos seus familiares perseguidos, enquanto outros membros da comunidade Cham foram presos. 

## Situação atual

### Política na Albânia pós-comunista
Após a queda do regime comunista, a Associação Política Chameria foi formada em Tirana em 1991. Desde a sua criação, o seu objetivo é a recolha e registo de testemunhos e relatos pessoais de Chams que deixaram a Grécia em 1944-45 e agora vivem na Albânia - arquivos pessoais, documentos e outros dados - numa tentativa de preservar as memórias históricas que o a geração mais velha carrega consigo. 
Em 1994, a Albânia aprovou uma lei que declarou 27 de junho, aniversário do massacre de Paramythia em 1944, como o Dia do Genocídio Chauvinista Grego Contra os Albaneses de Chameria e construiu um memorial na cidade de Konispol.  Esta decisão não recebeu nenhum reconhecimento internacional.  Vários apoiantes albaneses de Cham prestam homenagem às vítimas todos os dias 27 de junho em Sarandë e Konispol. Este evento é denominado "marcha Cham" (Marshimiçam). Em 2006, a maior Marcha Cham, com a participação de cerca de 10.000 pessoas, ocorreu na fronteira entre a Albânia e a Grécia. Os participantes designaram-se como cidadãos gregos de etnia albanesa e expressaram o desejo de "um regresso pacífico à sua terra natal e aos túmulos dos seus antepassados" 
Em março de 2004, o Instituto de Estudos Cham (ICS) foi criado com um conselho de 7 membros. Segundo Miranda Vickers, o objetivo principal do Instituto é tentar “preencher a enorme lacuna de conhecimento sobre toda a questão Cham”. No mesmo ano, os Chams também criaram o seu próprio partido político, o Partido da Justiça e Integração (PJI), para fazer campanha nas próximas eleições parlamentares. 
Em 2005, ocorreu um incidente diplomático quando o Presidente da Grécia, Károlos Papúlias, cancelou a sua reunião planeada com o homólogo albanês, Alfred Moisiu, em Saranda, porque 200 Chams estavam a manifestar-se sobre a questão Cham. O Ministério dos Negócios Estrangeiros grego afirmou que as autoridades albanesas não tomaram medidas adequadas para proteger o presidente grego "ao dissuadir elementos extremistas conhecidos, que estão a tentar impedir o bom desenvolvimento das relações greco-albanesas". O gabinete do presidente albanês afirmou que o Presidente Moisiu expressou "profundo pesar por esta decisão inexplicável, que se baseou em desinformação, da pequena, pacífica e bem monitorizada manifestação". 
Recentemente, alguns Chams conseguiram encontrar o caminho de volta para as antigas casas de suas famílias e tentaram reconstruí-las. Ao mesmo tempo, várias centenas de famílias de minorias étnicas gregas da Albânia estabeleceram-se em cidades como Filiates. 

### Na Grécia

#### Muçulmanos
O censo grego de 1951 contou um total de 127 Chams albaneses muçulmanos no Épiro.  Nos anos mais recentes (1986) 44 membros desta comunidade encontram-se em Thesprotia, localizada nos assentamentos de Sybota, Kodra e Polyneri (anteriormente Koutsi).  Além disso, até recentemente, a comunidade muçulmana em Polyneri era a única no Épiro a ter um imã.  A mesquita da vila foi a última na área antes de ser explodida por um cristão local em 1972.  O número de Chams muçulmanos que permaneceram na área após a Segunda Guerra Mundial incluiu também pessoas que se converteram à Ortodoxia e foram assimiladas pela população local a fim de preservar suas propriedades e a si mesmos.   

#### Cristãos Ortodoxos
De acordo com um estudo do projeto Euromosaico da União Europeia, as comunidades de língua albanesa vivem ao longo da fronteira com a Albânia na província de Thesprotia, na parte norte da província de Preveza na região chamada Thesprotiko, e em algumas aldeias na unidade regional de Ioannina.  No norte da província de Preveza, essas comunidades também incluem a região de Fanari,  em aldeias como Ammoudia  e Agia.  Em 1978, alguns dos habitantes mais velhos destas comunidades eram monolingues albaneses. 
De acordo com Hart, hoje essas comunidades ortodoxas de língua albanesa referem-se a si mesmas como arvanitas na língua grega e se identificam como gregos, como as comunidades arvanitas no sul da Grécia.  Por outro lado, Bugajski inclui os ortodoxos entre os albaneses Cham. Eles se referem à sua língua em grego como Arvanitika e quando conversam em albanês como Shqip.   Em contraste com os arvanitas, alguns mantiveram uma identidade linguística  e étnica distinta, mas também uma identidade nacional albanesa.  Na presença de estrangeiros, há uma relutância mais forte entre os falantes ortodoxos de albanês em falar albanês, em comparação com os arvanitas em outras partes da Grécia.  Também foi notada uma relutância por parte daqueles que ainda se consideram Chams em se declararem como tal.  Tom Winnifrith, em estadias curtas na área (início da década de 1990), achou difícil encontrar falantes de albanês em áreas urbanas  e concluiu anos mais tarde que o albanês não é mais falado na região.  Entre alguns ortodoxos de língua albanesa da região, como os residentes da aldeia de Kastri, perto de Igoumentisa, houve um renascimento do folclore, em particular na apresentação do "casamento arvanítico". 

### Na Turquia
Os Chams muçulmanos na Turquia formam a segunda maior comunidade de Chams, depois da Albânia.  Esta comunidade foi estabelecida após as duas Guerras Mundiais. Após a Primeira Guerra Mundial, os Chams foram forçados a partir para a Turquia durante a troca populacional,    e outra onda de migração se seguiu após a Segunda Guerra Mundial, quando uma minoria dos Chams expulsos da Grécia escolheu a Turquia em vez de Albânia devido aos seus sentimentos anticomunistas.  De 1913 a 1944, cerca de 85.000 albaneses, a maioria dos quais eram Chams, emigraram para a Turquia. 
O número exato de Chams muçulmanos na Turquia é desconhecido, mas várias estimativas concluem que eles somam entre 80.000 e 100.000,  de uma população total de 500.000 a 6 milhões de ascendência albanesa total ou parcial que vive na Turquia.   A Associação de Direitos Humanos Chameria declara que a maioria deles foi assimilada linguisticamente, embora mantenham a consciência albanesa e as tradições regionais Cham.  Um número considerável de Chams na Turquia mudaram seus sobrenomes para Cam ou Cami, que em turco significa pinheiro, a fim de preservar sua origem.  Eles estão organizados dentro da "Associação da Irmandade Albanesa-Turca" (em albanês:  Shoqëria e Vllazërisë Shqiptaro-Turke, em turco:  Türk-Arnavut Kardeşliği Derneği), que luta pelos direitos dos albaneses. 

### Nos Estados Unidos
Chams nos Estados Unidos são a quarta população mais numerosa de Chams, depois da Albânia, Turquia e Grécia.  A maioria desta comunidade migrou para os Estados Unidos logo após a sua expulsão da Grécia, porque o governo comunista na Albânia os discriminou e perseguiu.  Eles conseguiram manter suas tradições e língua,  e criaram a Cham League em 1973, Chameria Human Rights Association (veja abaixo), que mais tarde se fundiu e se tornou a Organização Albanesa-Americana Chameria, que visava proteger seus direitos. 

## Questão Cham

### Posições políticas
A Albânia exige a repatriação dos Chams muçulmanos que foram expulsos no final da Segunda Guerra Mundial e a concessão de direitos às minorias. Os Chams também exigem a restauração de suas propriedades e rejeitam uma compensação financeira.  A Grécia, por outro lado, afirma que a expulsão dos Chams é um capítulo encerrado nas relações entre os dois países. Contudo, a Grécia concordou com a criação de uma comissão bilateral, focada exclusivamente na questão da propriedade como um problema técnico. A comissão foi formalmente criada em 1999, mas ainda não funcionou. 
Durante a década de 1990, a diplomacia albanesa utilizou a questão Cham como contra-questão contra aquela relacionada com a minoria grega na Albânia.  Os Chams queixam-se de que a Albânia não levantou a questão Cham tanto quanto deveria.  Foi levantada oficialmente apenas durante uma visita a Atenas do ex-primeiro-ministro albanês Ilir Meta no final de 1999, durante a sua reunião com o seu homólogo grego, Kostas Simitis, mas recebeu uma resposta negativa.  Depois de 2000, houve um sentimento crescente na Albânia, uma vez que o problema do Kosovo foi até certo ponto resolvido, de que o governo albanês deveria voltar a sua atenção para a questão Cham.  Por outro lado, o facto de a Grécia ser membro da União Europeia e da OTAN, à qual a Albânia deseja aderir, é um dos principais fatores pelos quais o governo albanês está reticente sobre a questão. 
O governo grego, por outro lado, considera a questão Cham como um capítulo encerrado. De acordo com a posição oficial grega, os Chams não seriam autorizados a regressar à Grécia porque colaboraram com os invasores ítalo-alemães durante a Segunda Guerra Mundial e, como tal, são criminosos de guerra e são punidos de acordo com as leis gregas.  Numa tentativa de encontrar uma solução, em 1992, o primeiro-ministro Konstantinos Mitsotakis propôs um compromisso em relação às suas propriedades, apenas para os casos em que os seus proprietários não tivessem sido comprovadamente condenados ou participassem em crimes contra os seus concidadãos gregos. Mitsotakis também propôs que o governo albanês compensasse da mesma forma os gregos étnicos que perderam propriedades devido a alegadas perseguições durante o regime comunista na Albânia.  Esta proposta, no entanto, foi rejeitada pelo lado albanês.
A questão Cham tem sido associada à questão do Direito da Guerra, no contexto da Segunda Guerra Mundial e especialmente da guerra entre a Grécia e a Albânia. O seu êxodo está relacionado com eventos semelhantes da Segunda Guerra Mundial após a derrota do Eixo: como o êxodo das populações alemãs de Gdańsk, Pomerânia, Silésia, Prússia Oriental e Sudetos.  O caso das propriedades que estão sob sequestro, tendo em conta que a posição de guerra contra a Albânia foi revogada pelo governo grego em 1987, é visto por alguns especialistas em direito grego e pelo governo albanês como em vigor e evitando assim a restituição ou expropriação como eles são interpretados como "propriedade inimiga".  Nos termos da lei grega, não é certo se o caso das propriedades Cham pode ser classificado como tal.  No entanto, a restituição destas propriedades pode ser legalmente bloqueada devido a actividades contra o Estado, o que parece ser, de acordo com especialistas em direito grego, um factor significativo neste caso.   As propriedades confiscadas daqueles que colaboraram com o Eixo não podem levantar qualquer questão jurídica. O mesmo parece ser o caso das propriedades abandonadas que foram desapropriadas na década de 1950. 
A “Questão Cham” não tem feito parte da agenda das organizações internacionais.  Desde 1991, os delegados da comunidade Cham iniciaram uma tentativa de internacionalizar a "Questão Cham", mas o único apoio oficial para esta questão veio da Turquia.  Entretanto, em 2006, membros do Partido da Justiça e Integração reuniram-se com eurodeputados europeus, incluindo a presidente da Comissão do Sudoeste da Europa no Parlamento Europeu, Doris Pack, e apresentaram as suas preocupações sobre a questão Cham. Embora este grupo de eurodeputados tenha elaborado uma resolução sobre esta questão, esta nunca foi submetida a votação. 
Em Setembro de 2016, o Comissário do Alargamento da União Europeia, Johannes Hahn, mencionou a questão Cham como uma "questão existente" entre a Albânia e a Grécia, juntamente com outras questões que os dois países precisavam de resolver. 

### Questão de cidadania
Após a sua expulsão em 1944, inicialmente apenas os cerca de 2.000 Chams que foram condenados à morte como colaboradores foram privados da sua cidadania grega. Os restantes, que representavam a grande maioria, perderam os seus ao abrigo de uma lei especial de 1947.  Os falantes ortodoxos de albanês na região permaneceram na Grécia e mantiveram a cidadania grega, mas sem quaisquer direitos de minoria.  Em 1953, o governo albanês concedeu à força a cidadania albanesa aos Chams, enquanto na Turquia e nos Estados Unidos, os Chams adquiriram as respectivas cidadanias. 
Os Cham exigem a restauração da cidadania grega como primeiro passo para resolver a questão Cham. A restauração da cidadania, em vez da recuperação das propriedades confiscadas, é considerada a questão principal.  Argumentam que a remoção da sua cidadania foi uma punição colectiva, quando até os tribunais gregos acusaram uma minoria de Chams por alegados crimes.  Exigiram dupla cidadania,  uma política seguida pela Grécia no caso da minoria grega na Albânia. 

### Questão de propriedade
Após a Segunda Guerra Mundial, as propriedades dos albaneses Cham foram colocadas sob custódia do Estado grego. Em 1953, o parlamento grego aprovou uma lei que considerava como “abandonadas” as propriedades rurais imóveis, cujo proprietário tivesse saído da Grécia sem autorização ou passaporte.  Após três anos as propriedades foram nacionalizadas. As casas foram nacionalizadas em 1959, quando uma lei aprovada pelo parlamento grego as considerou abandonadas e permitiu a sua conquista por outros habitantes da região. Estas duas leis nacionalizaram as propriedades de Chams e permitiram que outros se instalassem nas suas casas, mas o proprietário era o Estado grego.  Nas décadas de 1960 e 1970, uma comissão ad hoc para a alienação de propriedades em Thesprotia cedeu por sorteio as propriedades rurais a agricultores com e sem terra, enquanto casas e propriedades urbanas em Igoumenitsa, Paramithia, Margariti, Filiates, Perdika e Sybota foram doadas a moradores de rua. 

### Questão minoritária
Os Chams não são uma minoria reconhecida tanto pelas organizações internacionais globais como periféricas, como as Nações Unidas e a OSCE. As decisões dos representantes Cham em geral não têm qualquer dimensão jurídica ou compromisso na política internacional. 
As organizações Cham pedem a sua repatriação e os direitos das minorias. Eles também pediram direitos de minoria para os falantes ortodoxos de albanês residentes na Grécia.  Esta posição é apoiada até pelos políticos da Albânia. Em Janeiro de 2000, o actual primeiro-ministro da Albânia, Sali Berisha, então chefe da oposição exigiu mais direitos para a minoria Cham na Grécia, o que inclui direitos culturais para os albaneses que vivem na Grécia, como a abertura de uma escola de língua albanesa em a cidade de Filiates. 

### Incidentes
A questão Cham tornou-se uma disputa em ambos os países e ocorreram vários incidentes diplomáticos. Tinha sido também utilizado pelas organizações albanesas dos exércitos de libertação (Kosovo e Exército de Libertação Nacional), a fim de alimentar os sonhos irredentistas dos descendentes dos Chams.  Além disso, há relatos de uma formação paramilitar na região de Épiro, no norte da Grécia, chamada Exército de Libertação de Chameria.  Em 2001, a polícia grega informou que o grupo consistia de aproximadamente 30-40 albaneses. Não conta com o apoio oficial do governo albanês. 

## Organizações
Os Chams criaram uma série de organizações, como partidos políticos, associações não governamentais e o Instituto Chameria.

### Associação Chameria na Albânia
A Associação Política Nacional "Çamëria" (em albanês: Shoqëria Politike Atdhetare "Çamëria" ), um grupo de pressão que defende o retorno dos Chams à Grécia, o recebimento de compensação e maior liberdade para os falantes ortodoxos de albanês na Grécia, foi fundada em 10 de janeiro. 1991.  Esta associação realiza anualmente uma série de atividades, com a ajuda do Partido da Justiça e Integração, bem como de outras organizações. Anualmente, no dia 27 de junho, a Marcha Cham é organizada em Konispol. Esta marcha é realizada para lembrar a expulsão dos Chams.  Um esforço particularmente falso por parte dos líderes da organização tem sido criar ligações não históricas na mente do público, apresentando o antigo rei grego Pirro do Épiro (séculos IV-III a.C.) como um herói albanês, revelando assim os objectivos extremos e irredentistas da associação. 

### Associação Chameria nos EUA
Chameria Human Rights Association (Shoqëria për të drejtat e Njeriut, Çamëria) é uma organização não governamental, com sede em Washington, D.C., Estados Unidos, que protege e faz lobby pelos direitos de Chams.
Descreve como sua missão: o Direito de Retorno dos Chams “às suas casas na Grécia e aí viverem em paz e prosperidade com os seus irmãos gregos”; os Direitos de Propriedade; Outros Direitos Legais "assegurando ao povo Cham todos os outros direitos legais e minoritários decorrentes da Constituição e das Leis Gregas, dos Tratados e das leis da União Europeia, e outros direitos originados de tratados e convenções internacionais dos quais a Grécia é parte"; e a conservação e propagação da rica história, cultura, língua e outros aspectos culturais do povo Cham. 

### Fundação Democrática de Chameria
Outra organização de Cham Albaneses está sediada em Haia, Holanda. A Fundação Democrática de Chameria (Fondacioni Demokratik Çamëria) foi fundada em 2006 e tem como objetivo resolver a questão Cham, internacionalizando a questão de forma pacífica. Todos os anos organiza protestos em frente ao Tribunal Internacional de Justiça, onde pretende trazer a questão Cham, caso os governos dos dois países não encontrem uma solução. 
A organização pretende resolver a questão Cham em três direcções: "chamar a atenção de forma legal e pacífica para a situação jurídica, as condições de vida e de trabalho dos habitantes e antigos habitantes de Chameria; entrar em negociações com todos os tipos de organizações, tanto governamentais como não governamentais"; salvaguardando o interesse jurídico dos habitantes e ex-habitantes de Chameria por meio de procedimentos judiciais, quando necessário." 

### Partido pela Justiça e Unidade
O Partido da Justiça e da Unidade é um partido parlamentar na Albânia que visa proteger e defender os direitos das minorias étnicas dentro e fora da Albânia, especialmente no que diz respeito à questão Cham. O partido foi criado após as eleições parlamentares de 2009, em setembro, a partir de dois deputados do novo parlamento albanês: o único representante do Partido pela Justiça e Integração, Dashamir Tahiri e Shpëtim Idrizi, um deputado Cham do Partido Socialista.  Atualmente tem 2 deputados no parlamento albanês, o que o torna o quarto maior partido da Albânia.

### Partido pela Justiça e Integração
O Partido pela Justiça e Integração (Partia për Drejtësi dhe Integrim), que representa os Chams na política, foi formado na Albânia em 2004. O partido declara no seu estatuto que pertence ao centro-direita, que é a pátria política da grande maioria dos Chams marginalizados pelo regime comunista. Desde o desaparecimento do Estado de partido único, os Chams têm consistentemente depositado a sua fé nos partidos de centro-direita para defenderem os seus direitos junto da Grécia. No entanto, os Chams estão plenamente conscientes de que os políticos de Tirana, sejam Democratas ou Socialistas, só se concentram realmente na questão Cham durante o período eleitoral. 
O partido conquistou a pluralidade de assentos no município de Saranda, Delvina, Konispol, Markat, Xarrë e foi um dos principais partidos em grandes municípios como Vlora, Fier, etc, nas últimas eleições municipais em 2007. 

### Instituto Chameria
Em março de 2004, o Instituto de Estudos Cham (Instituti i Studimeve Çame), também conhecido como Instituto Chameria ou Instituto de Estudos sobre a questão Cham, foi criado com um conselho de 7 membros. O objetivo principal do Instituto é tentar "preencher a enorme lacuna de conhecimento sobre toda a questão Cham". Uma das primeiras ações tomadas pelo conselho do ICS foi realizar a primeira Conferência Cham em Tirana em maio de 2004. 
Declara como missão "fazer pesquisas [sic] nos campos da história e da cultura da comunidade cham como uma parte inerente e importante da nação albanesa." Também procura "evoluir e estimular o debate científico público e realizar estudos", "organizar atividades científicas e publicar seus resultados." O Instituto de Estudos Cham procura "criar uma ampla rede de contatos com centros de pesquisa analógicos na Albânia e no exterior (Balcãs, Europa e América do Norte) e participar em atividades mútuas." 

### Associação Cultural "Bilal Xhaferri"
Em 1993, um grupo de jornalistas e escritores de origem Cham fundou em Tirana a Associação Cultural "Bilal Xhaferri" (Shoqata Kulturore "Bilal Xhaferri"), também apelidada de "Comunidade Cultural de Chameria" (Komuniteti Kulturor i Çamërisë). A associação é uma organização sem fins lucrativos que visa manter e promover os valores da cultura e tradição Cham Albanesa. A associação criou uma editora que publica livros especialmente sobre Chams e Chameria. Tem o nome do conhecido escritor dissidente Bilal Xhaferri e, desde a sua criação, publicou na Albânia, no Kosovo e na República da Macedónia, as suas memórias e histórias escritas à mão que estavam incompletas devido à morte prematura de Xhaferri.  

## Demografia
De acordo com Miranda Vickers, os Chams são aproximadamente 690.000.   De acordo com organizações Cham, os descendentes dos "Chams originais" chegam a 170.000.  Muitos deles vivem na Albânia, enquanto outras comunidades vivem na Grécia, na Turquia e nos EUA. Suas religiões são o Islã e o Cristianismo Ortodoxo.

### Demografia histórica
A população da região de Chameria era principalmente albanesa e grega, com minorias menores. No início do século XIX, o estudioso grego e secretário do governante albanês otomano local Ali Paxá, Athanasios Psalidas, afirmou que Chameria era habitada tanto por gregos como por albaneses. Estes últimos foram divididos entre cristãos e muçulmanos, enquanto os gregos eram o elemento dominante da Chameria.  Houve uma disputa sobre o tamanho da população albanesa da região, enquanto no século 20 alguns acreditam que o termo Cham se aplica apenas aos muçulmanos.  De acordo com uma estimativa armênio-americana contemporânea da Nova Armênia em 1912, havia um total global de 1.500.000 albaneses Tosk, dos quais 200.000 eram Chams.  De acordo com o censo grego de 1913, na região de Chameria viviam 25.000 muçulmanos  cuja língua materna era o albanês, numa população total de cerca de 60.000, enquanto em 1923 havia 20.319 muçulmanos Chams. No censo grego de 1928, havia 17.008 muçulmanos que tinham como língua materna a língua albanesa.  Durante o período entreguerras, o número de falantes de albanês nos censos oficiais da Grécia variou e flutuou, devido a motivos políticos e à manipulação. 
Uma estimativa das forças ocupacionais italianas durante a Segunda Guerra Mundial (1941) incluiu também comunidades ortodoxas de etnia albanesa. De acordo com isso, 54.000 albaneses viviam na região, dos quais 26.000 ortodoxos e 28.000 muçulmanos e 20.000 gregos.  Depois da guerra, de acordo com os censos gregos onde foram contados os grupos etnolinguísticos, os Chams muçulmanos eram 113 em 1947 e 127 em 1951. No mesmo censo grego de 1951, 7.357 falantes ortodoxos de albanês foram contados em todo o Épiro. 
| Ano  | Chams Muçulmanos | Chams Ortodoxos | População total | Fonte                                                                                    |
| ---- | ---------------- | --------------- | --------------- | ---------------------------------------------------------------------------------------- |
| 1913 | 25,000           | –               | Desconhecido    | Censo grego                                                                              |
| 1923 | 20,319           | –               | Desconhecido    | Censo grego                                                                              |
| 1925 | 25,000           | 22,000          | 47,000          | Governo albanês                                                                          |
| 1928 | 17,008           | –               | Desconhecido    | Censo grego                                                                              |
| 1938 | 17,311           | –               | Desconhecido    | Governo grego                                                                            |
| 1940 | 21,000–22,000    | –               | Desconhecido    | Estimativa do censo grego                                                                |
| 1941 | 28,000           | 26,000          | Desconhecido    | Estimativa italiana (pelas forças ocupacionais do Eixo durante a Segunda Guerra Mundial) |
| 1947 | 113              | –               | Desconhecido    | Censo grego                                                                              |
| 1951 | 127              | –               | Desconhecido    | Censo grego. 7.357 falantes ortodoxos de albanês também foram contados em todo o Épiro.  |

### Dados demográficos atuais
Em 1985, a população albanesa do Épiro, incluindo Chameria e duas aldeias em Konitsa, era estimada em 30.000.  Em 2002, segundo a autora Miranda Vickers, em Chameria, a população albanesa ortodoxa era estimada em 40.000. No entanto, alguns estudiosos afirmam que o termo Cham no século 20 se aplicava apenas aos muçulmanos, enquanto tanto as comunidades ortodoxas de língua albanesa (Arvanítica) quanto as bilíngues (grego-albanesas) da região se identificam com o estado grego e fazem parte da nação grega.   Na região hoje reside um pequeno número de imigrantes albaneses pós-1991. 
O albanês ainda é falado por uma minoria de habitantes em Igoumenitsa.  Segundo o Ethnologue, a língua albanesa é falada por cerca de 10 mil albaneses no Épiro e na aldeia de Lechovo, em Florina. 
O único número exato de Chams na Albânia data de 1991, quando a Associação Chameria realizou um censo, no qual foram registrados cerca de 205.000 Chams. 
| Chams na Albânia por cidade (1991)     | Chams na Albânia por cidade (1991) |
| Local                                  | Quantidade                         |
| -------------------------------------- | ---------------------------------- |
| Prefeitura de Escodra                  | 1,150                              |
| Distrito de Krujë e Distrito de Kurbin | 720                                |
| Distrito de Tirana                     | 29,700                             |
| Distrito de Lezhë                      | 35                                 |
| Distrito de Durrës                     | 35,000                             |
| Distrito de Kavajë                     | 10,500                             |
| Distrito de Vlorë                      | 42,300                             |
| Distrito de Fier                       | 39,800                             |
| Distrito de Sarandë                    | 12,100                             |
| Distrito de Delvinë                    | 2,900                              |

### Religião
Os Chams que vivem hoje na Albânia são esmagadoramente muçulmanos, mas é difícil estimar a sua actual filiação religiosa: o antigo regime comunista proclamou o país "o único estado ateu no mundo", e mesmo após a sua queda, a maioria da população auto-declarado agnóstico ou irreligioso. As estimativas atuais concluem que isto se aplica à maioria dos albaneses, com 65-70 por cento da população não aderindo a nenhuma religião.    Por outro lado, na Grécia e na Turquia quase todos os Chams aderem à respectiva religião predominante no seu país. 

## Língua
Os albaneses Cham falam o dialeto Cham (Çamërisht), que é um sub-ramo do dialeto albanês Tosk.  O dialeto Cham é um dos dialetos mais meridionais da língua albanesa, sendo o outro na Grécia o dialeto arvanítico do sul da Grécia, que também é uma forma do albanês Tosk. Como tal, os dialetos Arvanitika e Cham mantêm uma série de características comuns. 
Os linguistas albaneses dizem que este dialeto é de grande interesse para o estudo dialetológico e a análise etnolinguística da língua albanesa. Como Arvanitika e as variedades Arbëresh da Itália, o dialeto mantém algumas características antigas do albanês, como os antigos encontros consonantais /kl/, /ɡl/, que em albanês padrão são q e gj, e /l/ em vez de /j/. 
| Albanês Cham | Albanês (Tosk) padrão | Arvanítico | Tradução  |
| ------------ | --------------------- | ---------- | --------- |
| Kljumësht    | Qumësht               | Kljumsht   | Leite     |
| Gluhë        | Gjuhë                 | Gljuhë     | Linguagem |
| Gola         | Goja                  | Gljoja     | Boca      |

Os linguistas afirmam que estas características conferem ao dialecto Cham um carácter conservador, o que se deve à proximidade e aos seus contactos contínuos com a língua grega. Argumentam que este carácter conservador, que se reflecte numa série de características peculiares do dialecto, está ameaçado, tal como os topónimos albaneses da região, que já não são utilizados e que forneceram material valioso para a investigação da evolução histórica da Albânia. 

## Literatura e mídia

### Literatura
O primeiro livro em língua albanesa escrito na região de Chameria foi o dicionário Grego-Albanês de Markos Botsaris, um capitão Souliote e figura proeminente da Guerra da Independência Grega. Este dicionário foi o maior dicionário Cham Albanês de seu tempo, com 1.484 lexemas.  De acordo com o albanologista Robert Elsie, não tem nenhum significado literário particular, mas é importante para o nosso conhecimento do agora extinto dialeto Suliote-Albanês,  um sub-ramo do dialeto Cham.  O dicionário está preservado na Bibliothèque Nationale de Paris. 
Durante o século XIX, Chams começou a criar bejtes, que eram um novo tipo de poemas, principalmente no sul da Albânia. O bejtexhi mais conhecido foi Muhamet Kyçyku (Çami), nascido em Konispol. Ele é o único poeta na Albânia que escreveu no dialeto Cham e aparentemente foi também o primeiro autor albanês a escrever poesia mais longa. A obra pela qual ele é mais lembrado é um conto romântico em verso conhecido como Erveheja (Ervehe), originalmente intitulado Ravda ("Jardim"), escrito por volta de 1820. Kyçyku é o primeiro poeta do Renascimento Nacional Albanês. 
No período moderno, o escritor albanês mais conhecido é Bilal Xhaferri, considerado o dissidente mais influente do regime comunista. Ele nasceu em Ninat, mas foi forçado a migrar para os Estados Unidos ainda jovem por causa de seu anticomunismo. Ele viveu e morreu em Chicago, aos 51 anos de idade, mas contribuiu para a literatura albanesa com mais de 12 livros de romances e poemas. O albanólogo canadense Robert Elsie o considera "o melhor escritor e poeta albanês Cham". 

### Mídia
A cultura e a política dos Chams são representadas por três meios de comunicação locais na Albânia e nos Estados Unidos. Devido ao duro regime comunista na Albânia, Chams não conseguiu publicar nenhum meio de comunicação no período 1945-1990.  Por outro lado, os emigrantes Cham nos Estados Unidos criaram um jornal e uma revista, ambos editados por Bilal Xhaferri, e com sede em Chicago. O primeiro jornal Cham Albanês foi publicado em 1966, denominado Çamëria – Vatra amtare, e ainda é publicado em Chicago,  enquanto a revista Krahu i shqiponjës começou a ser publicada em 1974. 
O jornal Çamëria – Vatra amtare é sobretudo político e tenta internacionalizar a questão Cham. Em 1991 tornou-se o jornal oficial da Associação Política Nacional "Çamëria" e, desde 2004, é também o jornal oficial do Partido pela Justiça e Integração. O jornal é publicado na Albânia por um conselho editorial conjunto da organização e do partido, enquanto nos Estados Unidos é publicado pela Chameria Human Rights Association. 
Por outro lado, a revista Krahu i shqiponjës é principalmente uma revista cultural e não é mais publicada nos EUA desde 1982. A Organização Cultural "Bilal Xhaferri" republicou a revista em Tirana, e desde 1994 ela se autodescreve como uma "revista cultural Cham" mensal.  

## Tradições

### Música
A música dos Cham Albaneses tem características próprias, o que a diferencia de outras músicas albanesas. A música folclórica albanesa Cham pode ser dividida em três categorias principais: a iso-polifônica, a polifônica e as baladas folclóricas. 
De acordo com a estudiosa alemã Doris Stockman, a música Cham "pode dar um impacto para explicar melhor as relações internas albanesas, entre as práticas vocais dos vários grupos folclóricos nos Balcãs do Sul, mais do que tinha sido feito até agora, bem como para oferecer novas material para estudos comparativos relativos ao complexo de problemas da polifonia popular na Europa". 
A isopolifonia é uma forma de música polifônica tradicional albanesa. Este tipo específico de música folclórica albanesa é proclamado pela UNESCO como uma "Obra-prima do Patrimônio Oral e Imaterial da Humanidade". Chams canta um tipo diferente, chamado de iso-polifonia cham. Embora façam fronteira com os Lab Albaneses, sua isopolifonia é mais influenciada pelo tipo Tosk.     A canção de Çelo Mezani, uma canção folclórica polifônica que narra e lamenta a morte do revolucionário Cham Albanês Çelo Mezani, é considerada a canção Cham Albanesa mais conhecida. 

### Danças
As danças são bem conhecidas na Albânia. A mais conhecida é a Dança de Osman Taka. Esta dança está ligada a Osman Taka, um líder albanês Cham que lutou contra as forças otomanas e que conseguiu escapar da morte pelas incríveis forças otomanas com esta dança. É uma antiga dança Cham, mas com este nome só é conhecida desde o século XIX. 
A Dança de Zalongo (albanês: Vallja e Zallongut) refere-se a um evento histórico envolvendo um suicídio em massa de mulheres de Souli e seus filhos. O nome também se refere a uma canção de dança popular em comemoração ao evento.   É inspirado num acontecimento histórico de dezembro de 1803, quando um pequeno grupo de mulheres Souliot e seus filhos foram encurralados pelas tropas otomanas nas montanhas de Zalongo, no Épiro.  Para evitar a captura e a escravização, as mulheres atiraram primeiro os filhos e depois a si mesmas de um penhasco íngreme, suicidando-se.  A música da dança é a seguinte em albanês: 
| Albanês | Tradução |
| --- | --- |
| Lamtumirë, o Sul, i shkretë, se po ndahemi per jetë. Lamtumirë, o Sul i shkretë, se na do t’ikim për jetë. Ne po vdesim për liri, se nuk duam skllavëri. Lamtumirë, ju male e fusha, na e punoi Pilo Gusha, I pabesi faqezi, s’pati turp, as perëndi. Lamtumirë, o fusha e male, ne vdesim pa frikë fare. Jemi bila shqipëtare, vdesim duke hedhur valle. Lamtumirë, o Sul i shkretë, lamtumir' për gjithë jetë. | Adeus, ó desolado Souli, pois nos separamos para a vida. Adeus, ó desolado Souli, porque partiremos para sempre. Mas morreremos pela liberdade, porque não queremos escravidão. Adeus, ó montanhas e vales, isso foi feito por Pelios Gousis, O malvado canalha, não tinha vergonha, não tinha deus. Adeus, ó vales e montanhas, Morremos sem medo algum. É porque somos albaneses, morremos dançando. Adeus, ó desolado Souli, adeus por toda a eternidade. |

### Folclore
Em 1889, o etnógrafo dinamarquês Holgert Pedersen coletou contos populares de Cham e os publicou em Copenhague nove anos depois, no livro "Sobre o folclore albanês" (Zur albanesischen Volkskunde).  Mais de 30 contos populares Cham foram coletados, a maioria dos quais sobre bravura e honra.  Os Chams da região sul de Chameria acreditam que são descendentes dos lendários "jelims", gigantes da mitologia do sul da Albânia, cujo nome deriva da transmissão eslava da palavra grega Έλλην (ellin) que significa "grego". 

## Estilo de vida

### Vestimentas
Os trajes folclóricos da região são coloridos. O traje masculino mais comum para muçulmanos e ortodoxos era o kilt conhecido como fustanella, bordado com fio de prata, o gibão, camisa curta de mangas largas, o fez, os tamancos de couro com topete vermelho e meias brancas até os joelhos. Outras partes do traje eram o peito prateado ornamentado e o coldre bordado com fio prateado usado para carregar uma arma ou pistola. 
Esse tipo de vestimenta era comum a todos os albaneses, mas havia diferença no comprimento no sul, onde os homens, inclusive os Chams, usavam vestidos mais curtos, até o joelho. O kilt dos homens da alta sociedade era feito de muitas dobras (cerca de 250 – 300) e depois foi substituído por calças e a primeira só era usada em ocasiões especiais. 
O traje comum para as mulheres passou a ser uma espécie de calça larga oriental de seda ou algodão. Usam calças de algodão diariamente, enquanto as de seda apenas em ocasiões especiais. Outras peças desse traje eram: a camisa de seda tecida em teares caseiros e o colete bordado com fios de ouro ou prata, que às vezes era complementado com um colete de veludo. 
Durante 1880-1890, as mulheres da cidade usavam principalmente saias ou vestidos longos. Eram vermelho escuro ou violeta e bordados com fios dourados. Outras peças desse traje eram os coletes sem mangas, camisas de seda com mangas largas bordadas com rara delicadeza. Em ocasiões especiais também vestem um casaco de comprimento médio combinando com a cor do vestido. Foi bordado com vários motivos florais.  Outra parte bonita do traje é o cinto de prata, o lenço de seda e uma grande quantidade de joias como brincos, anéis, pulseiras, colares. 

### Arquitetura
Os principais monumentos arquitetônicos da região de Chameria que pertenceram a Chams foram mesquitas, casas e cemitérios muçulmanos, bem como antigas torres albanesas, conhecidas em albanês como Kullas, que sobreviveram, apenas por estarem no meio de matagais florestais, em antigas zonas militares perto da fronteira com a Albânia. A maioria deles desapareceu. 
Mas, existem muito poucas mesquitas sobreviventes, que foram transformadas em museus, seguindo o modelo dos comunistas iugoslavos, apesar da existência de alguns muçulmanos em muitas localidades. Os cemitérios muçulmanos são frequentemente profanados por obras de construção modernas, especialmente pela construção de estradas. 
Ao mesmo tempo, os edifícios domésticos e administrativos Cham, mesquitas e monumentos culturais são lentamente cobertos por vegetação. As pastagens antes utilizadas pelos Chams para o seu gado agora convergiram para florestas, devido ao despovoamento da região. Assim, o legado geográfico e arquitetônico da presença Cham no noroeste da Grécia está gradualmente a desaparecer. 

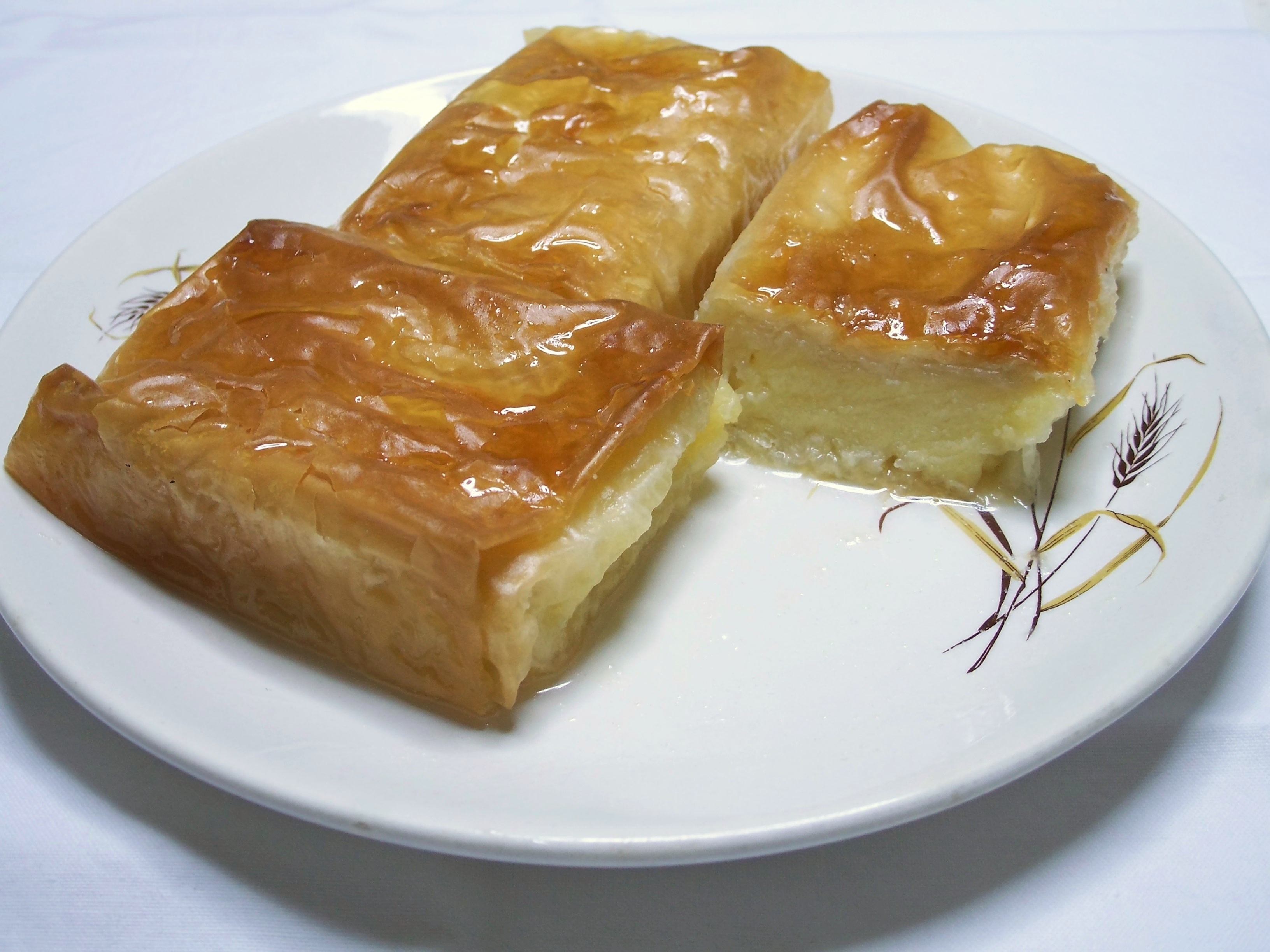
Qumështor

### Culinária
A culinária Cham Albanesa é vista como uma mistura da culinária albanesa e grega, e mantém as principais características da cozinha mediterrânica e otomana. Sua culinária inclui muitos tipos de queijo. O cordeiro é principalmente assado com iogurte, diferentemente de outras cozinhas. Este prato tornou-se um dos mais populares na Albânia. 
Tal como acontece com a maioria das cozinhas mediterrânicas, Chams utiliza muitos vegetais e azeite. Os petiscos mais comuns são o trahana e o tarator, enquanto as sopas de frutos do mar fazem parte de sua culinária. Os chams são bem conhecidos na Albânia pelas diferentes formas de fazer pão e pelas tradicionais tortas turcas, as börek (chamadas byrek em albanês). 

## Figuras notáveis
- Abedin Dino, fundador da Liga de Prizren, um dos principais contribuintes para a independência da Albânia. [406]
- Ahmed Dino, líder militar e político.
- Ali Dino (1890–1938), famoso cartunista albanês e membro do Parlamento Helênico.
- Rasih Dino (1865–1928), diplomata e signatário da Albânia do Tratado de Londres.
- Shahin Dino, deputado do sanjaco de Preveza no Parlamento Otomano e posteriormente Ministro do Interior da Albânia.
- Ali Demi, herói da Albânia na Segunda Guerra Mundial, nasceu em Filiates, Grécia, em 1918, e morreu durante uma batalha com as forças do Eixo em Vlorë, Albânia, em 1943. Depois dele foi criado o primeiro batalhão Cham no exército ELAS, o batalhão "Ali Demi" . [407]
- Azis Tahir Ajdonati, da Paramythia, representante da Chameria no Congresso de Vlora, signatário da Declaração de Independência da Albânia. [408]
- Bilal Xhaferri, escritor, nascido em Konispol, Albânia. [409]
- Hasan Tahsini, também conhecido como Hoca Tahsin, Hodja Tahsin, Tahsin Efendi, Ahmet Nebil matemático, filósofo e psicólogo. [410]
- Jakup Veseli, de Margariti, representante de Chameria no Congresso de Vlora, signatário da Declaração de Independência da Albânia [408]
- Muhamet Kyçyku (Çami), considerado o primeiro poeta do Renascimento Nacional, um dos mais conhecidos bejtexhinjs da Albânia [411]
- Osman Taka, um dos principais contribuintes para o Renascimento Nacional da Albânia e um conhecido dançarino de sua época. [406]
- Musa Demi, figura revolucionária e importante do Despertar Nacional Albanês
- Niazi Demi, ministro do comércio da Albânia.
- Rexhep Demi, de Filiates, representante de Chameria no Congresso de Vlora, signatário da Declaração de Independência da Albânia [408]
- Tahir Demi, (1919–1961) nascido em Filiates, foi um político albanês. Foi membro de alto escalão do Partido do Trabalho da Albânia e representante da Albânia no Comecon.
- Aziz Çami, oficial do exército albanês e comandante do Balli Kombëtar.
- Qamil Çami, professor e poeta da época do Despertar Nacional Albanês.
- Thoma Çami, (1852–1909), da Paramythia, fundador e presidente da organização "Bashkimi", o clube cultural mais conhecido, de Rilindja Kombëtare [406]
- Veli Gërra, de Igoumenitsa, representante de Chameria no Congresso de Vlora, signatário da Declaração de Independência da Albânia [408]
- Teme Sejko, contra-almirante e comandante da marinha albanesa.
- Giovanni Paramithiotti, foi um diretor esportivo italiano de origem albanesa, nascido em Veneza. Ele foi um dos fundadores e primeiro presidente do clube de futebol Internazionale Milano (1908–1909). Os seus antepassados escaparam à conquista otomana, juntando-se à diáspora albanesa. Eles se afastaram de Chameria, na região do Épiro, e justamente da atual área da Paramítia, e preservaram sua origem como sendo da Paramítia com o sobrenome Paramithiotti.
- Kolë Idromeno, (15 de agosto de 1860 - 12 de dezembro de 1939), foi um pintor, escultor, arquiteto, fotógrafo, diretor de fotografia, compositor e engenheiro albanês durante o Renascimento albanês no século XIX. Ele é amplamente considerado um precursor do realismo e da arte paisagística na Albânia. Seu pai, Arsen Idromeno, era um albanês Cham de Parga.